# 정채기 (1962년)
정채기(鄭菜基, 1962년 ~ 2013년)는 대한민국의 교육학자이자 남성학자, 심리학자, 보육학자, 대학 교수이며 시민사회운동가, 남성주의 운동가, 언론인, 번역가이다. 건국대학교 교육학 강사와 보육학 강사, 명지대학교 강사, 목포대학교 강사, 숙명여자대학교 강사, 경기대학교 강사, 태성대학, 강원관광대학교 영유아보육과, 사회복지과 교수, 명지대학교 대학원 영재학 교수, 건국대학교 교수 등을 역임했다. 1990년대부터 남성주의 운동 시작하고, 미국과 일본, 프랑스 등지에서 진행되던 남성학을 1994년 대한민국 국내에 처음 소개하기도 했다. 1994년 5월 건국대학교에서 남성학 특강을 시작한 뒤 남성학과 남성주의 운동을 보급하였다.
목포대학교와 건국대학교 교육학과를 졸업하고 1992년 건국대학교 대학원 재학 중 건국대 사범대학 교육학 강사와 교직과 강사가 되었다. 이후 명지대학교 심리학 강사, 경기대학교, 숙명여자대학교 등에서 교육학과 심리학 강사를 역임했으며, 1990년대 초부터 미국과 일본의 남성학회와 남성운동 모임에 참석하였다. 1994년 대한민국에 남성학과 남성주의 운동을 처음 소개하였다. 1994년부터 1997년까지는 경기대학교에서 여성학 강사로도 교단에 섰다.
건국대학교 교육학 강사로 재직 중 1995년 5월 한국남성학연구회를 조직하고 회장이 되었으며, 1998년에는 부산대학교 사회학과 강사가 되었다. 2000년 강원관광대학교 교육학 교수, 2003년 명지대학교 대학원 영재학 교수, 2011년 강릉관광대학교 평생교육원장 등을 역임했다. 1999년 10월 이후 군 가산점 폐지 여론이 제기되자 이를 비판하였고, 마초주의와 가부장제를 비판하는 동시에 남자도 눈물흘릴 수 있어야 한다고 역설했다. 또한 남성성, 남자다움 강요를 비판하였고, 여성을 일방적인 약자로 보는 주장 역시 여성 차별을 정당화하는 견해라며 비판하였다.
1999년 11월 한국남성협의회의 조직에 참여하였다. 그러나 한국남성협의회의 공동회장으로 예정됐다 '노선이 다르다'며 중간사퇴하였다. 본래는 교육학을 전공하였으나 남성학과 남성주의 운동에도 참여하였다. 인터넷 필명은 블랙홀, 블랙홀준, chung2941'이다. 전라남도 출신.

## 생애

### 생애 초반

#### 출생과 초기 활동
정채기는 1962년 전라남도 광양군 진상면 금이리 외금마을에서 정용순과 최달막의 3남 1녀 중 첫째 아들로 태어났다. 광양군 진상면 진상초등학교와 진상중학교를 졸업하고 고등학교는 순천고등학교(30회)로 진학하였다. 고등학교 재학 중 여수로 이주하여 생활하였다. 그에게는 2명의 남동생과 1명의 여동생이 있었다.
그는 남자다움 등에 대한 강박관념과 장남 등에 대한 압박 등을 부당하게 여겼다. 또한, 그는 남동생의 뒷바라지로 희생해야 했던 여동생의 사연을 접하고, 여성에게만 희생을 강요하는 점 등 가부장제의 문제점에 대해 인식하게 되었다. 그에 의하면 가부장적이었던 부친은 마음 속 사랑을 표현하지 않았다 한다. 학교 입학ㆍ졸업식에 한 번도 참석치 않았고 함께 찍은 사진도 없다. 유년시절 아버지 사랑의 부재를 절감하면서 자신은 절대 가부장적인 분위기를 대물림하지 않겠다고 다짐했다.
목포대 졸업 후 서울로 상경, 1995년부터는 경기도 하남시 창우동의 신안아파트에 거주하였다. 종교는 기독교였고 교회 집사였으며, 서울 상경 이후에는 서울 명일동 명성교회에 다녔다. 하남 창우동 이주 후에도 계속해서 다녔다.

#### 수학 시절
광양군 진상면에서 초등학교와 중학교를 졸업하였다. 그의 회고에 의하면 '어려서부터 작은 키와 약한 체구 탓에 친구들에 치이며 아웃사이더로 밀려났다. 눈물 많고 감성적인 성향도 우리 사회가 요구하는 강한 남성상에는 어울리지 않았다' 한다. 그는 후일 자신이 남성학과 남성 인권 운동에 투신하게 된 배경을 설명하면서 아웃사이더였던 청소년기에 대해서도 밝혔다. 고등학교로 진학할 무렵 광양에서 여수로 이사하였고, 1979년 그는 순천에 있는 순천고등학교로 진학했다.
1982년 순천고등학교(30회)를 졸업하고 목포대학교를 다녔다. 그 후 다시 건국대학교 교육학과로 진학하면서 서울특별시로 올라왔다. 1991년 건국대학교 교육학과를 졸업하고 동 대학원에 들어갔다. 대학원 교육학 석사, 박사 과정을 밟으면서 그는 모교 건국대학교의 교육학과 시간강사, 강사로도 활동했다. 건국대학교 대학원 교육학과를 졸업하고 《인생목적수준과 학업성취도와의 상관관계 연구》로 교육학석사학위를 받고, 《자아개념, 자아정체성 및 내외통제성이 진로결정에 미치는 영향》으로 박사학위를 받았다.
이후 그는 대학원 재학 시부터 모교인 건국대학교의 교육학 강사와 심리학 강사로 출강하기 시작, 목포대학교, 명지대학교의 교육학, 아동학, 보육학, 영재학, 심리학 강사 등으로 출강, 강단에 섰다. 1990년 이후 대한민국에 인터넷과 개인용 컴퓨터가 시중에 보급, 전파되면자 그는 실명 칼럼 기고, 그 외에도 chung2941, 블랙홀, 블랙홀준이라는 필명으로도 활동하였다.

### 남성학 연구

#### 남성학 연구 배경
그는 본래 교육학이 전공이었다. 그러나 개인적인 환경 등으로 남성성에 대해 의문을 품게 되고, 남성학에 대한 확신을 하게 되었다. 그는 '어려서부터 작은 키와 약한 체구 탓에 친구들에 치이며 아웃사이더로 밀려났다. 눈물 많고 감성적인 성향도 우리 사회가 요구하는 강한 남성상에는 어울리지 않았다. 93년 결혼을 앞두고는 콤플렉스가 절정에 달했다. 앞날을 기약 못하는 시간강사 생활, 유년시절부터 겪어온 남성성에 대한 반감과 가족을 부양해야 하는 남편, 가장 역할에 대한 현실적인 결핍 등이 맞물리며 남자는 도대체 어떤 존재이고 어떤 역할을 해야 하는가에 대한 근본적인 회의가 밀려왔다.' 한다. 그는 여성학은 있는데 왜 남성의 문제에 관심갖는 남성학은 없는가에 대해 의문을 제기했고, 일본 남성학회, 미국 남성학회와 일본, 미국의 남성운동 단체들을 연구, 관련 자료를 찾아봤다.
1993년 여름 방학을 이용해 그는 남성학 강좌가 설치된 일본의 교토대학교와 오카야마 현 오카야마 시 오카야마대학 등을 찾아다니며 남성학 연구 실태 등을 알아보고 자료를 모으기도 했다. 1997년 출간된 <남성학 입문>의 역자 머리말에서 정채기 교수는 “여성운동이 성과를 이루는 과정에서 남성들의 문제가 야기돼 1990년대에 ‘남성 문제시대’가 도래했다”며 “남성문제의 해결을 위해 남성학과 남성운동을 제안한다”고 밝혔다.
그에 의하면 '주변사람들과 얘기하다 보면 비슷하다 못해 다 똑같은 문제에 시달리고 있었다' 한다. '여성학은 있는데 남성학은 왜 없나'란 의문을 갖고 남성학을 이론적으로 정립해 봐야겠다는 생각을 했다. 그래서 해외의 남성학 사례들을 모으고 이론적인 근거들을 찾기 시작했다. 1990년대 초 미국, 프랑스 등지에 남성학이 있음을 접하고 관련 자료들을 찾아 분석하게 되었다. 이후 그는 일본과 미국의 남성학회와 남성운동 관련 모임에 참석하였고, 미국 남성학회의 정회원으로도 선임되었다.
건국대학교 사범대학 교육학과 시간강사, 교직과 강사로 재직 중이던 1993년 서동미와 결혼하였다. 첫 아들이 태어나자 그는 아들이 7살 될 때까지 하루도 빠짐없이 육아일기를 썼다. 둘째 아들이 태어났을 때에도 그는 직접 1년간 육아 일기를 썼다.

#### 남성학, 남성운동 소개
1994년 당시 건국대학교 사범대학 강사였다. 건국대학교 사범대학 교육학 강사와 교직과 강사로 활동하던 중 1994년 한국에 ‘남성학’을 최초로 소개하였다. 그는 "여성학은 있는데 남성들이 가진 문제를 풀어주는 남성학은 왜 없는가"라는 의문을 가지고 해외에서 남성학 관련 자료들을 모아 국내에 번역하고 논문을 발표하며 소개했다. 그는 동시에 ‘딸사랑 아버지모임’의 공동대표로 한국 남성운동을 주도하였다. 이후 그는 딸사랑 아버지 모임 초대~3대 공동대표를 맡았다. 그는 언론에 남성학과 남성주의 운동을 소개하는 한편 언론, 강연 등을 통해 남성들도 스스로 권리를 찾을 것, 좋은 아버지가 될 것 등을 역설하였다.
동시에 그는 젠더리즘론을 제창하였다. 정 교수는 여성학과 남성학은 파트너로서 상생의 길을 모색해야 한다면서 남성학과 여성학을 통합적으로 접근하는 '젠더리즘'을 주장한다. 또한 남성에 대한 연구가 제대로 이뤄져 남성문제가 해결된다면 여성문제 해결에도 시너지 효과를 발휘, 남녀를 넘어선 인간문제 해결에 도움이 된다는 것이다. 정 교수는 '젠더연구 교육과정화에 대한 연구'라는 논문에서 여성학과 남성학을 함께 교육하는 '젠더연구' 전공 개설의 필요성과 교육과정을 제시했다. 여성학에 대한 남성들의 거부반응과 불신감을 해소할 수 있고, 페미니즘으로 인해 소외되는 남성들의 역차별을 방지하며, 여성학에 대한 적극적인 참여를 이끌어낼 수 있다는 게 그 이유다.
1994년 10월 그는 한겨레에 남자답다는 고정관념을 깨자는 견해를 발표했다. 그에 의하면 "결혼을 앞두고 왜 꼭 내가 처자식을 먹여살려야 하나 라는 문제로 심각하게 고민하기도 했던 그는 결국 이 문제가 다른 남자들도 똑같이 겪고 있는 갈등이라는 것을 안 뒤부터 남성학에 관심을 갖게 됐다" 한다. 그는 "남자는 강하고 용감해야 하며 눈물을 흘려서는 안 된다는 등의 고정관념은 남성우월주의를 유지하기 위해 남성 스스로가 파놓은 함정"이라며 "남자들도 '남성답다'는 굴레에서 벗어나 인간 본연의 자유를 누려야 된다"고 주장했다.
1995년 경기도 하남시 창우동 신안아파트로 이주, 정착하였다.
1995년 5월 한국남성연구회의 출범에 참여하였다. 정채기는 “남성연구회는 이 사회에서 남성이기 때문에 보는 피해와, 남성 중심 사회의 각종 편견과 고정 관념에서 나오는 부산물에 주목한다”라고 취지를 밝혔다. 그에 따르면 "남성학은 지금까지 개인과 집단 차원에서 남성에게 지워졌던 남성다움의 굴레를 벗겨 남성으로 하여금 참된 자아를 찾도록 연구 교육하는 학문"이라 한다.
1997년 1월 21일에는 직장의 스트레스, 부부갈등, 자녀교육문제 등 아버지의 고민을 상담하는 시민단체 '아버지의 전화'의 출범식에 참석하였다. 그 뒤 명지대학교, 경기대학교, 숙명여대 강사 등을 역임하였고, 1998년에는 15인과 함께 남성학연구회를 조직하고 회장에 재선되었다.

#### 남성운동 보급 활동
1993년부터 그는 강연과 칼럼 등을 통해 남성주의 운동을 소개하고, 남자들도 스스로 권리를 찾아야 한다고 역설하였다. 정채기는 '남성학 입문'과 '남성학이란 무엇인가' 등 미국과 일본의 남성 운동 저작들을 번역소개하고 '남자도 사람이다'(집현전간) 등을 펴내며 강연회 등을 통해 국내에 남성학을 뿌리내리게 했다. 1990년대 초 한국 사회에 여성은 일방적 피해자라는 견해와 가부장제에 대한 비판 여론이 등장하였다. 그도 가부장제를 비판하였지만 남성이 모두 가해자라는 페미니스트들의 주장에는 반대하였다.
그는“페미니즘의 존재 가치를 인정하는 가운데, 남성의 올바른 남성다움과 바람직한 남성상을 찾으려는 것이 남성학의 목표”라고 말했다. 남성우월주의를 회복하려는 마초이즘(machoism)이 아니라 페미니즘의 파트너로서의 남성운동, 즉 매스큘리즘(masculism)이라는 것이다. 정 교수는 “남성이 여성에게 자행해 온 잘못된 폭력은 인정한다”면서도 “여성학은 결코 절대선(善)이 될 수 없다”고 말한다. 그들이 공격하는 한국 '가부장제'의 실체가 모호할뿐더러, 남성이 차별 받고 있는 사회적 현실에 대해서는 인정하려 하지 않는다는 것이다.
1995년 미국 남성학회(AMSA) 회원에 위촉되었다. 경향신문과의 한 인터뷰에서 정 교수는 일본의 경우 초창기 남성 개인에 대한 성찰이 주제로 다뤄지다가 올해는 남자의 네트워크 부분으로 옮겨가면서 남성들의 문제를 개인적 고민을 넘어 사회 전반적인 문제로 풀어가자는 움직임이 일고 있다고 설명했다. 4월 12일 오전 10시 채널 23번의 심리탐구 <판도라의 상자>에 심리상담학 박사 박애선 등과 패널로 출연, 남녀의 성에 대한 고정관념과 그로 인해 발생하는 성차별 문제를 담론하였다.
1997년 일본 Men's Lib 연구회의 특별위원에 위촉되었다. 1997년 여름 그는 제2회 일본 남성 페스티벌에 초청되어 참석하였다. 페스티벌에 처음 초청받은 1997년 2회 축제부터 9번을 줄곧 참석하였다. 2005년 일본에서 열린 ‘제10회 일본 남성 페스티벌’에 참여했던 그는 일본에서도 역시 남성학이 아직 소외된 영역이지만 꾸준히 목소리를 높여가고 있는 상황이 부러웠다고 했다.
1997년 5월 1일 아버지의 날을 맞이하여 아버지모임 전국연합(공동대표 장경문.김덕근)에서 서울 은평구 불광동 한국여성개발원 대강당에서 제1회 전국 아버지 대회를 열었다. 이때 정채기는 연사로 참석하여 <아버지헌장 및 실천운동>에 대해 발표하였다. 그는 남성운동을 소개하면서, 아버지에게도 자녀 양육에 참여할 기회를 줄 것을 역설하고, 남성에게도 육아 휴직을 허용할 것을 역설하였다. 그러나 남성이 아이를 제대로 키울 수 있겠느냐는 반론과 함께 비판이 제기되었다. 그는 편부 가정의 존재도 설명하고 남성도 자녀를 키울 수 있다고 반박했다.

#### 새로운 남성론 제창
1994년부터 1997년까지는 경기대학교에서 여성학 강사로 출강하기도 했다. 그는 “남성 대다수는 급변하는 현실 앞에서 본능적으로 두려움을 느끼고 있다. 남녀간 권력 관계의 변화를 수용하느냐 마느냐는 별개 문제이다.”고 하였다. 따라서 그는 남성에게도 여성성과 섬세함이 필요하다고 역설했다. 1996년 언론과의 인터뷰에서 그는, 21세기에는 신축성 있고 가역성 있는 새로운 남성성이 필요하다고 말했다. 기존 남성성에서 벗어나, 이상적인 존재는 아니지만 신화 속의 헤르마프로디토스(양성 神)처럼 양성을 갖출 필요가 있다고 강조했다. 그러나 남자다움, 남성성을 비판하자 역으로 여자같은 남자, 중성화를 옹호한다는 비난이 쏟아졌다.
정채기는 21세기의 새로운 남성성을 한국의 남성들에게 부여하기 위해, 이미 구미의 남성학에서 깊이 다루고 있는 다음과 같은 문제를 연구하고 해결해 나가겠다고 밝혔다. 그에 의하면 "△성차별주의에 편승했던 기득권을 포기하고 이를 고발하고 시정해 나간다 △가부장 제도로 인한 부담과 피해를 규명한다 △페미니즘 안의 위계와 편향을 분석하고 비판한다."고 비전을 제시했다. 그는 사람 개개인간의 차이점을 무시하고 남자다움, 남자는 이래야 한다는 것을 강요하는 것이야 말로 심각한 폭력이라고 지적했다.
그는 페미니즘 내에서 여성 해방론이 대두되었듯이 남성들도 편견과 굴레와 억압, 권위주의와 위계 서열에서 해방되어야 함을 역설하였다. 그러나 그의 견해는 남성은 무조건 강자라는 편견을 가진 학계와 일반인들로부터 외면당하였다. 1994년 5월 건국대학교에서 남성학 특강을 했으며, 건국대 남성학 특강을 시작으로, 대학 강의시간 외에 각 대학교, 시민단체, 지역 문화단체의 남성학 순회 특강을 다녔다.

#### 한국남성학연구회 결성
1995년 5월 한국남성연구회를 조직했고, 1997년 5월 남성학연구회를 결성했다. 그는 '스스로를 옥죄던 '장남 장손 가장' 콤플렉스에서 벗어나고 싶었고, 교육학자로서 여성운동이라는 흐름 속에서 남성이 어떻게 변해야 하는지, 남성의 삶은 무엇인지 연구하고자 했다. 그는 남성 운동에 투신하게 된 배경으로 그로부터 "몇년 전 “오빠가 하숙하며 편하게 학교 다니는 동안 나는 남동생 둘을 맡아 밥하고 살림하며 공부했다. 부모님과 오빠가 당연하다는 듯 나에게 그 일을 맡긴 게 사무친다”는 여동생의 말을 듣고 느꼈던 충격이 아직도 생생하다'"고 밝혔다. 정 회장은 "사람들은 처음 만나면 곧 '아이가 있습니까, 아들입니까 딸입니까"하고 묻는다고 하였다.
그에 의하면 '그런 질문이 싫어서 얼버무리면 이상한 눈길로 보며 '딸인 모양이죠'라고 한다. 우리 의식 깊은 곳의 철학이 변해야 한다”고 강조하였다. 이후 그는 아들들에게 “너는 남자니까 이렇게 해야돼”란 말을 한번도 한 적이 없다' 한다. “내 아들도 평생 다른 사람의 딸들과 어울려 살거다. 아이들이 어른들의 아름답지 못한 관계와 시행착오를 되풀이하지 않기 위해 아버지들이 아들을 잘 키워야 한다. 엄마, 이모, 여자친구, 부인과 행복하게 살아갈 수 있는 방법을 가르치는 게 정말 중요하다.” 부인이나 딸이 외출해 하루 종일 굶었다는 말을 서슴없이 하는 남성들의 모습을 신랄하게 비판하면서 그는 `내가 잠시만 없어도 집안이 엉망이 된다'며 스스로를 얽매는 여성들의 생각도 변해야 한다고 강조하였다. 그는 강연과 인터뷰 등을 통해 아들, 딸 가리고 구별하는 것은 편견임을 역설하였고, 남아 선호사상의 잘못된 점을 지적하기도 했다.

### 남성주의 운동과 남성 인권 운동

#### 남성 해방론
1999년 그는 명함 안 주고 안 받기 운동을 주도하였다. 그는 명함 등을 주고 받는 것을 통해 서로 비교하고 위축된다는 점과, 여성적인 것이라고 무조건 거부하는 것이 바로 남성들 스스로 사회와 가정에서 도태되는 결과를 가져왔다고 봤다.
그는“남성운동은 명함 안주고 안받기 운동이나 수필집 살 권리를 주장하는 것과 같다”고 말했다. 명함에 새겨진 직업을 비교하며 위축되고, 여성이나 읽는 수필집은 남성의 권위를 해친다고 생각하는 남성들의 문화때문에 남성 자신이 소외되고 있다는 것이다. 한편 그는 교수로도 계속 재직, 건국대학교 대학원과 숙명여자대학교 대학원 교육학 강사, 보육교사교육원 교수 등을 역임했다.
그는 헛된 권위주의와 헛기침 문화부터 타파하고 헛된 권위의 벽을 남자들 스스로 허물어야 남자들 역시 자유로워질 수 있다고 역설하였다.
정채기는 이혼은 잘못된 것이며 자녀들 문제, 사회적 폐해와 손실이라고 지적했다. 그에 대해 성재기는 이혼은 당연한 권리라고 응수했다. 성재기는 결혼, 가정의 이름으로 남자들을 구속하고 속박하는 것은 잘못이라며, 이혼은 밥먹듯, 떡먹듯이 하고 싶으면 언제든지 할 수 있어야 한다고 주장했다. 정채기는 "애초 남녀가 교제할 때 그렇게 ‘영원’의 이름으로 죽고 못 살 것 같이 하였던 언약과 행위들은 무엇이며, 수많은 하객들을 증인으로 검은 머리가 파뿌리 되도록 사랑하리라 맹세해 놓고, 그렇게 철 천지 원수 같이 갈라서는 까닭은 도대체 무엇인가? 그럴 바에는 당초 공개적인 맹세와 약속을 하지나 말든지, 아무리 남녀간의 사랑의 화학반응식 유효기간이 3년 전후, 아니 이제는 그보다 더 짧다는 긍정이나 부정도 곤란한 보고가 있기로서니 이건 너무하지 않은가? 당사자들이야 그렇다 쳐도, 그 와중에 이러지도 저러지도 못하는 자녀들은 무슨 봉변인가! 그리고 사회적인 폐해와 손실 등은 또 얼마인가?"라고 하였다. 성재기는 무조건 가정을 지키고, 가족, 가정의 울타리 안에서만 안식을 느낄 필요는 없다고 반박했다. 반드시 가정을 지켜야 될 의무는 없다고 주장했다. 성재기는 남자들도 가정, 가족에서 벗어나고, 의무와 책임감의 굴레에서 벗어나 한 사람의 인간, 자유인으로 거듭나야 한다고 역설하였다.
정채기는 아름답게 영원할 것이라 여겼던 부부와 가족 관계의 파괴에, 어떠한 미사여구나 변명을 전제하지 않는 가운데 “최소한으로 못한 결혼은 있어도 최대한으로 잘한 이혼은 없다."고 하였다. 성재기는 마음에 안 들면 이혼할 수 있고, 이혼도 밥먹듯, 물 마시듯 쉬워야 한다고 주장했다. 성재기에 의하면 모든 남자가 아버지가 될 의무는 없다며, 아버지이기 이전에 한 사람의 남자, 한 사람의 자유로운 인간으로 거듭나야 된다고 지적했다.

#### 남성주의 운동
그는 "남성학이란 한마디로 진정한 남성다움을 회복하는 것을 목표로 한다"고 정리했다. '진정한 남성다움'은 '잘못된 남성다움'에 대한 비판의 의미를 담고 있다는 것이 그의 설명이다. 그런 점에서 페미니즘이 비판해온 가부장적 남성다움에 대한 비판과 맥을 같이하는 면도 있다. 1998년의 인터뷰에서 그는 "남성학에도 분파가 많아 반페미니즘부터 친페미니즘까지 스펙트럼이 다양하지만 최근에는 여성학과 남성학이 통합되는 경향을 보이고 있다"며"성학(gerderstudies)이라는 학문이 등장한 것도 그런 맥락"이라고 밝혔다. 그는 남성 인권 운동 외에도 좋은 아버지 되기 운동, 친구같은 아버지, 다정한 아버지, 권위주의 버리기 등의 주제로 연구, 강연을 하기도 했다. 한편 1990년대 당시 그에게 가장 많은 강연요청을 하는 곳은 대학의 경우 총학생회가 아니라 총여학생회, 그것도 가부장적 풍토가 가장 강하다는 대구-경북지방의 대학들에서다. 이에 대해 그는 "가부장적 남성다움의 강요로 인한 가장 심한 피해자들이기 때문"일 것으로 풀이했다.
1998년 한국 아버지 재단 연구분과 위원장이 되었다. 1998년 9월 일본 도쿄 아다치구 아다치구 여성종합센터에서 열린 일본 남성 페스티발에 참석, 이때 그는 'IMF체 제하한국의 남성:부권 실상과 허상'을 발표하였다. 그는 변화하는 시대에 대해“남성의 소외 현상은 한국 사회만의 특이한 현상이 아니며, 현대 사회에서 구성원들의 역할이 전체적으로 변하는 물결의 일환”이라며 “가장을 비롯한 가족들이 고립된 벽에 갇히지 말고 서로의 고민과 불만, 집안일까지 적극적으로 털어놓고 나누어야 한다”고 조언하였다.
1999년 11월 16일 오후 2시 한국성폭력상담소가 서울 세종문화회관 소회의장에서 주최한 「10대의 성산업 유입과 남성 성문화」 토론회에 패널의 한 사람으로 참석하였다. 이때 정채기 한국남성학연구회 회장이 문화적 측면에 대해 발제하였다.

#### 한국남성협의회 창립에 참여
1999년 11월 27일에는 남성연구회 대표 정성환, 동방문화연구소 소장 김재경, 하유설 천주교 신부, '아버지의 전화' 공동대표 정송 등과 함께 남성인권운동단체인 한국남성협의회 조직에 참여하였다. 그는 "남성협의회 결성은 한국 사회에서 이루어지고 있는 남성운동의 일부분에 지나지 않는다"며 "미약하지만 우리 사회에도 남성운동이 엄연히 존재한다"고 밝혔다. 처음에 한국남성운동협의회의 초대 공동대표에 선출되었으나 의견 차이로 곧 사퇴하였다.
당초 그는 한국남성협의회의 공동회장으로 내정되었다. 그러나 남성협의회 초동 멤버였던 남성학연구회(대표 정채기 박사)와 아버지의 전화(대표 정송), 남성의 전화(회장 이옥), 평등문화를 가꾸는 남성들의 모임(대표 하유설 신부)등에선 출범 일주일전 “노선이 다르다”며 참여 철회를 선언했다. 대부분 페미니즘과는 중도파인 이들은 완전히 반(反) 페미니즘을 표방하는 남성협의회와 “뜻이 다르다”는 의견이었다.
당시 그는 완전히 반 페미니즘을 주장하는 한국남성협의회의 강령에 이의를 제기하고, 공동회장 직은 사퇴, 자문교수로 활동했다. 공동회장으로 내정됐다 사퇴한 정채기는“남성의 억압은 양에선 차이가 있지만 여성들과 질적인 면에서는 같다”면서 “가부장적 이데올로기로 인한 여성의 억압을 인정하지만 남성 역시 억압을 받지 않는다고는 말할 수 없으며 또 인간 모두를 가두는 공동의 적을 부수자는 측면에서 남성운동의 의의가 있는 것인 만큼 남성운동과 페미니즘은 함께 상호보완해 나가야 한다”고 말한다. 하지만 그는 자신은 노선이 달라 남성협의회(공동회장)를 사퇴하긴 했지만 “남성단체와 남성운동전반에 대해 신경질적인 반응자체는 자제해야 한다”고 덧붙였다. “남성운동도 다양한 조류가 있을 수 있고, 이제 뜨거운 담론으로 전개되는 시점인 만큼 일방적인 평가는 무리가 있을 수 있다”는 것이다.

#### 남녀 공동 징병제 여론
1999년 11월 발족된 한국남성운동협의회(회장 이경수)는 여성운동의 지나친 활성화가 오히려 남성을 역차별하는 결과를 가져왔다고 주장한다. 한국남성운동협의회는 2000년 1월 남녀공동 징병제 헌법소원을 제청하면서 “진정한 남녀평등을 원한다면 여성도 군대에 가야 한다”는 논리를 펴는 등 반(反) 페미니즘적 성향이 짙은 남성운동을 펴고 있다. 한편 정채기는“이러한 논리에 적극 동의할 수는 없지만 남성 역시 자본주의나 가부장제와 같은 사회 구조 안에서 결코 자유롭지 못한 것이 사실”이라고 주장하였다.
1999년 10월부터 2001년 10월 한국의 일부 여성계를 중심으로 군 가산점 폐지 여론이 등장하자 그는 군 가산점 폐지를 반대하였다. 이때 그는 한지환, 김재경, 이경수, 성재기 등과 함께 군 가산점 폐지로 남성들의 군 복무 기간 중 발생하는 손실에 대한 문제점과 대책을 요구하였다.
한편 남녀 공동 병역 운동이 추진되자 정채기는 “이러한 논리에 적극 동의할 수는 없지만 남성 역시 자본주의나 가부장제와 같은 사회 구조안에서 결코 자유롭지 못한 것이 사실”이라고 주장하였다. 그는 남성은 가부장제의 수혜자라는 주장에 반박, 현재의 남성들은 가부장제의 수혜자가 아니라, 오히려 피해자라고 반박하였다. 그는 “진정한 남녀평등 사회를 만들려면 남성에게만 그 책임을 물을 것이 아니라 남성 지배문화를 가능케 한 사회구조를 변화시켜야 한다”고 강조하였다. 그러나 그들의 반대는 묻혀졌고 2001년 10월 군 가산점은 헌법재판소에 위헌소송이 걸리고 그해 12월 위헌판결을 받고 최종 폐지되었다.
이후 그는 성재기 등과 군 가산점 부활운동에 참여했다. 군 가산점 폐지 이후 그는 중앙일보에 2005년 그는 남녀 공동 징병제를 주장했다. 여성도 병역을 부담시켜야 한다는 주장을 폈다. 그는 “남녀공동 징집을 논의할 시기가 됐다고 본다”고 밝혔다.

#### 교육, 사회 활동
1998년 7월부터 2000년까지 부산대학교 사회학과 강사로 출강하였다. 부산대 사회학과는 그 해 2학기 4학년 과목으로 ‘남성과 사회’라는 이름의 남성학 강좌를 개설했다. 강사는 정채기였다. 1999년 2월에는 오세훈이 진행하는 SBS 갑론을박 동서남북에 출연하였다. 2000년 초 여성은 일방적 피해자, 남성은 일방적 가해자라는 여론이 등장하자 그는 한지환, 김재경, 성재기 등과 함께 이를 반박하였다. 그는 여성도 가해자가 되어 남성에게 폭력을 행사할 수 있다며 반론을 제기하였다. 1999년 남성단체들의 연맹체인 한국 남성학과 남성운동을 위한 네트워크를 조직했다.
2001년 태백시 태성대학(강원관광대학교의 전신) 교육학과 교수가 되었다. 한편 건국대학교 교육학과로도 출강하였다. 2001년 6월 김병후와 함께 시민단체인 딸사랑 아버지모임을 조직하다. 그는 여성을 경쟁자 내지는 적으로 보는 일부 남성운동가들의 시각에는 반대, 아버지가 딸의 훌륭한 조언자이자 친구가 되어야 한다고 주장하였다. 2004년까지 정신과 의사 김병후와 함께 초대 공동대표를 역임했다.
2001년 8월 4일부터 8월 25일까지 청소년보호위원회 협력 단체인 ‘아버지의 전화(대표 정송)’는 8월 한달동안 매주 토요일(4, 11, 18, 25일) 서울 중구 묵정동 대학문화원 강당(5층)에서 ‘아버지 학교’를 개최할 때, 강사의 한 사람으로 초빙되어 강연하였다.

#### 군 가산점 부활론
2000년 초부터 그는 여성운동가들의 남성 가해자론에 반박하였으며 한편으로는 가부장제에 대해서도 비판을 계속하였다. 2002년 2월 23일 남성운동가들과 '한국남성운동협의회'를 조직하고 공동대표의 한 사람으로 선출되다. 그는 남성들이 군 복무로 희생하는 것은 당연한 것이 아니며, 그에 대한 보상을 요구하였다. 군 가산점 외에도 군 복무로 인한 시간적 손해에 대한 보상을 해줄 것과 병사들의 월급을 현실화할 것, 영내 생활 개선 등을 요구하였다.
군 가산점에 대한 여성계의 위헌론, 위법론 주장에 맞서 군 가산점은 남자가 군 복무로 인해 발생하는 사회적 피해를 보상하는 방안이라며 맞섰다. 그러나 2002년 2월 23일 군필 남성의 가산점 제도에 대해 위헌 판결이 났다. 이에 그는 "헌재의 이번 결정은 한국 사회에서 남성들이 군 복무로 인해 보는 사회적 피해를 도외시한 결정"이라며 반발하기도 했다. 이때 그는 한지환, 성재기, 김재경 등과 함께 군 가산점을 반대하는 여성계와 논쟁하기도 했다.
그러나 여성부, 여성계와의 전면전, 투쟁을 선언한 성재기 등의 주장에는 동의하지 않았다.

#### 남성 인권 보호 운동
2001년 5월 19일 서울 청산교육장에서 여성사회교육원 주최‘남성 탐구의 대장정’이란 주제로 워크숍을 할 때 연사의 한 사람으로 참여하였다. 여기서 그는“남성은 힘들고 여성은 아프다라고 외치는 요즘 시대에 남성과 여성이 따로 또같이 서로의 아픔과 고통을 이해하고 발전적인 방향을 모색하는 것이 남성강좌의 의의”라고 밝혔다. 그는 또 세계 남성학자들의 주장을 종합, 21세기를 살아갈 남성의 행동강령을 소개했다. 그가 지적한 행동 강령으로는 "1. 친절한 마음갖기 = 과거엔 부끄럽게 여겨진 남성의 여성성이 요즘은 여성들에게 사랑받는 성격. 남성에게 내재된 여성다움, 즉 상냥함과 다정다감함을 발휘해 인격을 완성시킬 수 있다. 남성들의 여성성은 능동적이고 자기주장이 강해진 여성을 부드럽게 수용해 남녀가 평화롭게 공존할 수 있는 힘이다. 2. 남자만의 교제 = 동성인 남성들과의 교제를 통해 자신이 남성이란 정체감을 재확인한다. 여성용(女性用)이 아닌 남성용으로서의 주체성과 남성다움을 확인하는 것이 중요하다. 3. 여성의 성장을 기뻐할 것=아내나 직장동료 여성들의 성장과 발전을 진심으로 기뻐해 주는 것이 진정한 남성의 덕목이다. 4.무리하지 말 것 = 힘들고 도움이 필요할 때는 도움받는 것을 주저해서는 안 된다. 정직하게 자기를 개방할 수 있는 용기를 가지라는 것."이다. 그는 종래의 남성성, 가부장 역할, 남성다움에 구애받아 과도한 의무와 스트레스를 짊어지는 것은 수명만 단축시킬 뿐이라고 지적하였다. 이 점은 성재기 등도 동의하였으나, 이혼에 대한 관점에서 대립하게 된다.
2001년부터 그는 남성 해방 운동을 추진하였다. 2000년대 이후 이혼의 급증과 여성의 가정 이탈, 위자료 청구 등에 대해 여성의 권위 신장 외에도 국가적으로 환경을 조성하고 페미니즘이 이를 조장했다고 전망했다. 한국남성학연구회 정채기 박사는 "국가가 재산분할청구권 같은 제도를 마련하고, 경제적으로 독립(사회 진출)할 기회가 늘고, 거기에 여성 운동이 가세하면서 여성들이 변했다"라고 설명했다. 따라서 남성들 역시 여성에게서 정서적으로 독립해야 함을 역설하였다.
그는 또 특정 직종에 대해서 금남의 영역으로 설정한 것을 잘못이라 지적하기도 했다. 한국남성학연구회 정채기 회장은 “남성보육교사연합도 만들어졌듯이 정서적으로 성역할의 차이는 이미 무너졌다”며 “불황으로 일자리가 부족하다보니 금남의 영역에 남성들이 들어가고 기업들도 차별화 마케팅 차원에서 새로운 시도를 하고 있다”고 밝혔다. 그는 조리, 간호 등 일부 직종에서 남성 응시생을 선발하지 않는 것을 남녀 역차별이라고 지적했다. 한편으로 그는 마초주의나 가부장제에 대한 환상에서 벗어날 것을 남자들에게 꾸준히 촉구하였다. 또 백마탄 왕자님에 대한 환상에서도 벗어날 것을 역설했다.
2002년 1월 10일 서울특별시 중구 명동 이윤수 비뇨기과 병원에서 한국성과학연구소 주최 강연에 연사로 참여했다. 이때 그는“남성학의 역사 및 최근 경향”이라는 주제로 강연하였다. 3월 강원관광대학 컴퓨터정보과 교수가 되어 실기교육방법론을 지도하였다.

### 아버지 운동

#### 딸사랑 아버지 모임 참여
2002년 6월 22일 서울 안국동 철학카페 느티나무에서 ‘딸사랑 아버지모임’이 발족했다. 모임에는 특히 아들만 둔 정채기(한국남성학연구회장),정수복씨(사회운동연구소장)가 회원으로 참여해 눈길을 끌었다. 이들의 회원 가입은 딸이 없어도 남녀평등 실현의지를 갖고 있으면 회원자격이 있다는 회원들의 양해로 이뤄졌다. 참석한 그는 "발족 배경 및 취지 설명"을 발표했다. 정채기는 딸사랑 아버지 모임의 창립 회원으로 참여하였고 곧 공동대표로 추대되었다. 이때 그는 딸을 당당하게 키우는 법 4가지를 비전으로 제시하기도 했다.
2002년 7월 1일 한국여성단체연합(여연)은 그날 오후 서울 대학로 마로니에 공원 야외무대에서최근 발족한 ‘딸사랑 아버지모임’(회장 정채기 김병후) 회원들의 자녀 등을 초청해 ‘딸사랑ㆍ아들사랑문화한마당’을 열었다. 그는 딸사랑아버지모임의 공동대표 자격으로 7월 1일 호주제 폐지 집회에 참여하였다. 그는 남녀 평등한 사회를 위해서는 호주제와 남아 선호 사상을 척결해야 한다고 보았다. 2004년부터 호주제 폐지 여론이 나타나자 정채기, 한지환 등은 호주제 폐지에 긍정적으로 평가했다. 그러나 성재기는 형식적이고 허울 뿐인 아버지, 남편으로서의 지위조차 없애려 한다고 반발하였다.
정채기 교수는 일련의 아버지 운동단체의 설립 원인으로 90년대에 증가한 중년남성의 과로사나 가정 내에서의 아버지 부재현상을 꼽는다. 그에 의하면 가정 내에서 아버지의 권위 실추에 대한 대책으로 아버지의 역할 회복을 위해 탄생했다는 것이다. 2001년부터 그는 아버지도 육아휴직을 내고 자녀의 양육에 참여하도록 사회가 배려해야 한다고 주장하였다. 아버지가 자녀와 함께 할 수 있도록 정부, 사회, 일터에서 남성 직장인을 배려해야 한다고 역설했다. 그의 아버지 육아참여론은 2010년 이후에 가서야 인정받게 되었다.
그의 아버지 육아참여론은 남성이 가족의 주 생계를 책임져야 된다는 견해가 압도적이라 비판받았다. 그러나 일부 공공기관 종사자, 학자, 공무원 등에서는 2000년대 초반부터 남성도 육아휴직을 사용함으로써 소극적이나마 서서히 호응하게 되었다.
2003년 8월 19일에는 정송 등과 함께 유아영재창의성지도 자격검정평가를 주관하였다.

#### 남성의 눈물론
정 교수는 아들을 키우는 동안 “사내애가 돼가지고 왜 그러니”라고 한 적이 단 한번도 없다고 했다. 그는 남자들도 마음껏 울 수 있어야 한다, 남자들도 마음껏 눈물 흘릴수 있어야 한다고 지적하였다.
2004년 8월 8일의 경향신문과의 인터뷰에서 그는 '저 자신도 어머니와 오랜만에 전화할 때면 가슴이 짠한 게 눈물이 나는 걸요. 제가 잘 울듯이, 제 아들이 울 때도 맘껏 울게 내버려 둡니다. ‘내 아이는 마초로 키울 수 없다’라는 저작에서 카이저 교수는 경고하고 있어요. 아들에게 ‘사내대장부는 우는 게 아니야’라고 말하는 것이 그를 마초가 되게 하는 단초라고요. 그런데 사내애가 계집애처럼 질질 짜선 안 된다는 식의 잘못된 남성다움에 대한 강요는 21세기에도 뿌리깊게 나타나고 있습니다. 노인들만 그런 게 아니라 우리네 젊은 부모들도 결정적인 상황에서는 우리 아들들에게 그렇게 이야기한다는 게 문제죠.'라고 지적하였다.
그는 남자가 눈물 흘리면 안 된다는 발상이 바로 마초주의적 가치관을 자녀에게 주입시키는 것이라고 지적하였다.
정 교수는 아들에도“남자도 가슴이 여릴 수 있고, 가정 일을 잘 할 수 있다”고 말하는 동시에 “백마 탄 왕자 역을 자임하지 말라”고 강조하였다. 그에 의하면 여성을 보호하고 돌봐줘야 한다는 생각이 또다른 여성차별을 반복할 수 있기 때문이다.

#### 하얀 리본 운동 주최
2003년 11월 그는 여성에게 행해지는 지구상의 모든 남성폭력에 반대하는 캐나다 남성들의 운동 ‘하얀리본캠페인( www.whiteribbon.ca)’의 공동의장 마이클 카프만 박사를 대한민국 국내로 초청하였다. 11월 19일 '대(對)여성폭력 추방운동'에 동참을 선언하고 하얀리본 운동을 시작하였다. 카프만 박사는 이날 건국대에서 특강을 여는 데 이어 20일 숙명여대, 22일에는 경기도 하남고등학교와 서울 대학로 마로니에 광장에서 ‘하얀리본달기운동’ 특강과 캠페인을 벌였다. 딸사모의 정채기 공동대표로 이 행사를 주최한 그는 “내년부터 국내 남성단체·아버지모임들과 함께 ‘남성비폭력주간’을 지정하고 포스터·표어짓기, 글짓기, 세미나 등을 열어 ‘하얀 리본 달기 운동’을 적극 추진해 나갈 계획”이라고 밝혔다. 또한 가장이라는 이유로 가족에게 폭력을 행사하는 것이 잘못된 행동임을 지적하고 가정 폭력 방지 운동을 추진하였다.
그는 2003년 11월 '하얀 리본 캠페인'(White Ribbon Campaign) 공동의장 마이클 카프만(Michael Kaufman) 박사를 대한민국에 초청하여 강연을 열고, 이를 계기로 11월 19일 하얀 리본 운동을 국내에서 최초로 주최하였다. 당시 하얀 리본 운동을 주도하는 딸사모의 정채기 회장(강원관광대학 교수)은 “캐나다를 비롯한 전세계 25개국에서 전개되는 하얀 리본 운동에 동참해 한국에서도 여성과 딸들에게 가해지는 폭력에 반대하는 운동을 벌여 나가겠다”고 밝혔다. 서울에서 개최되었다. 한국에서 처음 열리는 하얀리본운동은 19일부터 나흘간 계속되었다. 19일 그는 기자회견을 통해 ‘남성 및 아버지의 반(反)폭력선언’을 하고 가두행진과 거리 캠페인을 벌였다. 이후 매년 11월 19일~11월 24일에는 하얀리본캠페인이 열린다.

### 방송 토론 활동
2000년대 이후에도 그는 방송 토론 활동과 동시에 강원관광대학의 영유아보육복지과 교수로 출강했고, 건국대학교 충주캠퍼스에도 출강, 건국대학교 충주캠퍼스에서는 교육학, 교직, 아동 심리학 등을 강의하였다. 2001년 10월 이후 군 가산점이 폐지되자 그는 남자들의 권리를 침해하는 것이라며 이를 비판하였다. 2003년 한국유아영재창의성연구소 전문위원에 위촉되었다. 또한 그는 딸이 없으면서도 딸사랑아버지 모임에서도 열심히 활동하였다. 그는 “남녀가 더불어 사는 사회가 되려면 아버지가 아들을 잘 교육시켜야 된다”고 강조했다. 그밖에 아버지모임전국연합 연구분과 위원장으로도 활동하였다. 정씨는 아들에게 ‘넌 남자니까 이렇게 해야 돼’ 등의 말도 안할 만큼 남녀평등교육에 힘썼다. 그밖에 미국 남성학회(AMSA) 정회원, 일본 남성 센터 & 남성 연구회(Men`s Center & Men`s Lib.) 특별위원, 한국남성의 전화 이사 등으로도 위촉되었다. 또 한국유아영재교육연구소 연구교수로도 위촉되었다.
2002년 8월 26일에는 우먼타임즈와의 인터뷰에서 장상 총리 서리 낙마에 대해 여성이라는 이유로 호의적으로 본 것에 대한 역반발도 있었다고 지적했다.
| “ | 장 총리서리가 ‘여성’이라는 이유로 언론이 더욱 문제를 크게 확대 해석하고, 국회가 들춰내기식 청문회를 집요하게 끌어간 것이라면 불공정한 결과일 터다. 하지만 장상 총리서리가 안고 있는 개인적인 문제들이 크게 부각되면서 보통 사람들 정서에 부합되지 못한 결과를 뒤집기엔 어려울 듯하다. 여성계의 표는 얻었더라도, 일반 여성들의 호응까지 받아내기에는 부정적 입장이 컸고 감정적 반감까지 생겼던 것 같다. | ” |
|   | — 2002년 8월 26일 우먼타임즈와의 인터뷰 중 |   |

그는 무조건 여성 정치인이라는 점만 부각시킨 것에 대해서 남성들의 반감 외에도 일반 여성들에게조차 부정적인 시각이 나타났다고 전망했다.
2003년 6월 30일 SBS 여성주간 특집으로 7월 4일까지 방송된 5부작 TV 특강 '21세기 신 여성 백서'에 패널로 참석하다. 제1부 '양성 평등, 새로운 문화의 시작'에서 그는 김미경 미래여성 연구원 원장, 이숙경 인터넷 잡지 '아줌마'편집장, 강주헌 종합경제사회연구원 언어문학연구실장, 김준기 정신과 전문의, 방송인 이연경 씨 등이 토론자로 나섰다. 10월 31일에는 KBS1 라디오의 열린토론에 패널로 참석, '기러기 아빠, 어떻게 볼 것인가'라는 주제로 변호사 손광운, 명지대 산업대학원 이민학 전공 박화서 교수, 사회심리학자 인하대 겸임교수 최창호 등과 함께 참석하여 토론하였다. 이때 패널도 참가한 정채기 강원관광대 교수는 “우리나라의 교육 경쟁력에 문제가 있다”며 “현재 아이가 유학을 떠났고, 아내를 보낼 용의도 있다”며 기러기 아빠의 선택을 옹호하였다. 이에 대해 명지대 산업대학원 박화서 교수는 “가족들이 각기 다른 나라에 머무르는 것은 글로벌 시대에 나타난 새로운 가족형태”라며 “이런 상황을 극복할 수 있는 가정만이 서로 떨어져 생활해야 한다”고 지적하였다. 2004년 2월 5일에는 KBS 강릉방송총국의 지역방송 '목요일 태백전망대'에 출연하였다. 8월 5일 KBS 강릉방송총국의 지역방송 '목요일 태백전망대'에 출연하였다.
2004년부터 대한민국에 주 5일 근무제가 서서히 도입되었다. 정채기는 주 5일제 도입에 대해 근로빈곤계층은 주 5일제가 생겨도 효과가 없을 것이라 전망했다. 정채기는 “질 높은 삶에 대한 욕구는 커졌지만 실제 소득으로 이를 뒷받침할 수 없는 저소득층은 가장뿐 아니라 주부까지 여윳돈을 벌기 위해 노동 현장으로 내몰린다”고 지적했다.
2005년 5월 25일 KBS2 방송 '주부 세상을 말한다'의 패널의 한 사람으로 섭외되었으나, 여성계 인사들의 집단 반발로 출연이 무산되었다. 방송 중 퇴장당하기도 했고, 그가 출연했던 일부 방송은 항의로 편집되거나 삭제되었다. 2005년 7월 1일 SBS 방송 '신가족시대 양성평등 1부'에 패널로 출연했다. 이때 전문가 의견은 여성도 사회진출에 적극 참여하여 자아실현을 찾자라는 결론이 나왔다. 이때 정채기는 '여성들의 자아 찾기 다 좋은데 그 전에 현실은 냉혹한거고 가뜩이나 요즈음 경제침체로 인해 남자고 여자고 다 어려운데 남성(남편)이 돈 못벌어 오겠으니 이제부터 집안 일 할테니 여성(처)보고 돈벌어오라고 하면 여성의 자아가 성취되는 겁니까?'라고 항의했다. 이는 그대로 방송으로 생중계되었다. 이후 지역방송국에도 보육학, 심리학 관련 방송에 출연하였다.

### 교육 활동

#### 교육, 방송 활동
2005년 강원관광대학교 영유아보육과 교수, 이후 동 대학의 교육학과 교수 등을 역임하였다. 2005년 9월 23일 '강원관광대학 교수회'에 참여하였다. 2011년 강원관광대학교 평생교육원장이 되었다. 2005년 장경근과 함께 공저 아버지가 나서면 딸의 인생이 바뀐다를 집필하다. 아침식탁에서 신문을 없애고 딸과 정겹게 식사하라! ‘딸사랑 아버지 모임’의 공동대표를 맡았던 두 저자가 좋은 아빠가 되는 노하우를 말한다. 2006년에는 ‘제10회 일본 남성 페스티벌’에 참석, ‘왜 남자들은 겨울연가를 재미있게 보지 못 하는갗, ‘남성고민 핫라인 10년’, ‘남자들의 대화법’ 등을 참관하고 돌아오기도 했다. 또한 강원관광대학의 조리학과, 레저학과, 관광정보처리과의 교육학 교수로도 강의하였다.
2006년 3월 10일 KBS제1라디오 열린토론에 '성폭력과 사회인식'을 주제로 토론할 때 한국외국어대 법학과의 이호중 교수, 변호사 이유정 등과 함께 패널의 한 사람으로 참여하였다.
2000년 이후에는 직장과 가정 가사 등 모든 것을 잘해야 한다는 수퍼 아빠 컴플렉스가 유행하였다. 이에 대해 그는 '수퍼 아빠 콤플렉스. 그런데서 그런 능력과 여건 안 되는 아빠들이 개인적 자괴감 넘어서 지나치게 표현하면 사회적 문제로 비화되지 않을까 우려된다'고 지적하기도 했다. 2008년 1월 26일 성재기의 남성연대 창립을 축하하고 성공을 기원하면서도, 그의 노선에는 다소 과격하다며 비판적이었다.
2007년 2월 3일 하남시청 미관광장에서 열린 하남 광역화장장 유치반대 제3차 집회에 참석, 결의문을 낭독하였다. 2007년 2월 6일 오후 3시, 국회의원 문학진 등이 주관, 하남시 종합사회복지관에서 정부 신도시정책의 문제점을 파악하고 하남 신도시 유치 방안을 모색한다는 취지로 열린 공청회 '하남발전, 신도시 유치를 위한 대토론회'에 패널로 참석하였다. 9월 13일 하남시의원 주민투표소환위원회 위원 대리 자격으로 소환토론 연설회에 참석했다.
2007년 한, 일 남성학자 3명과 공동으로 '미국과 유럽, 일본과 한국의 남성학과 남성 운동, 아버지 운동을 조명하고 남성주의(Masculism)의 관점에서 페미니즘을 본 보고서 '페미니즘에 대한 남성학과 남성운동'을 냈다.

#### 사회단체 활동
2008년 5월 21일 당시 성재기는 매맞는 남편에 대한 무료 전화상담을 시작하면서, 남성이 연애와 결혼에 집착하고, 가정의 울타리에서 벗어나지 못한다면 남성은 영원히 여성의 노예로 종속될 것이라 역설하였다. 성재기는 여성과 어린이, 노인의 노예로 살 것인가, 자유로운 영혼을 지닌 한 사람의 인간, 우주로 거듭날 것인가를 남자들이 스스로 선택할 때가 되었다고 주장했다. 성재기의 남성 해방론에 대해 정채기 등은 급진적이라며 비판하였다.
2009년 4월 13일 국회 국정감사장에서 식품안전청장 윤여표가 눈물을 흘렸다. 이때 시중에서는 왜 남자가 눈물을 흘리느냐고 비판하였다. 그러나 그는 남자도 눈물 흘릴수 있어야 한다며, 남자가 우는 것을 잘못이라 비판하면 안 된다고 주장하였다. 4월 13일 국회보건복지위 전체회의에 불려나간 윤 청장은 '석면탈크'  파동에 따른 의원들의 질타에 결국 눈물줄기를 보이고 말았다. 감정을 추스리지 못한 그는 “저도 괴롭다. 나무라시지만 말고 좀 도와달라. 작년에 식품으로 곤욕을 치렀는데 이번에 의약품 때문에 너무 힘들다”며 울먹거렸다. 한국남성학연구회 정채기 회장(강원관광대 교수)은 남자의 눈물도 ‘진정성’으로 평가해달라고 말했다. 남성의 눈물에 대한 고정관념을 버리고 수용자의 감정과 일치되는지 여부로 봐야한다는 것이다.
2009년부터는 신문 교차로의 하남, 광주, 여주, 이천 지역의 지방지 동부교차로의 필진의 한 사람으로 칼럼을 기고하였다.
2009년에는 하남문인협회의 회원으로 가입하여 활동하였다. 2009년 11월 5일 '제9회 하남문학 위례백일장 공모전'에 출전, 운문부문 우수상을 받았다. 11월 20일 오전 10시부터 오후 6시까지 가을향기 머무는 하남문협 시화전이 하남시청 앞 미관광장에서 개최됐다. 여기에서 정채기는 운문부문 우수상을 받았다. 운문부문 우수상을 수상한 정채기(남․창우동)씨는 시화를 감상한 뒤 “이렇게 훌륭한 시화전이 열려서 문학에 목마른 시민들의 갈증을 채워줘 너무 기쁘다. 앞으로 이런 행사가 자주 열렸으면 좋겠다.”고 말했다.

### 생애 후반
2010년 1월 한국지역사회교육·문화연구소의 창립 발기인의 한 사람으로 참여, 그해 3월 1일 한국지역사회교육·문화연구소가 출범하자 이사 겸 자문교수에 위촉되었다. 2010년 10월 5일 한국교원단체총연합회 강원도지역 홍보인단 57인의 한 사람에 임명되었다. 2011년 1월 28일 여수진남체육관 평생학습과에서 한국지역사회 교육·문화연구소 주최 '제1차 정기총회 및 자녀교육 특강'에 연사의 한 사람으로 참여하였다. 2월 20일 2011 오렌지폭스 콘서트를 참관하였다. 2012년 그는 하남시 신도시 유치 운동과 화장터 반대 운동에도 참여하였다.
2011년 3월에는 경상북도 안동시 경안신학대학원대학교 사회복지학과 석사과정에 입학하였다. 2011년 11월 4일 강원관광대학 평생교육원장이 되었다. 2011년 3월 26일에는 부부행복연구원의 자문위원으로 위촉되었다. 2007년 이후 하남시의 지역 시민 모임에도 참여하여 활동했다.
2012년 하남시 교육발전연구소에 강사로 출강하였다.

## 약력
- 국립 목포대학교 졸업
- 건국대학교 사범대학 교육학과 졸업
- 1992년 ~ 일본 남성학회에 참여, 이후 매년 일본 남성학회, 남성학 연구 모임에 패널, 방청객 등으로 참여하다
- 1992년 5월 1일 ~ 좋은 아버지가 되려는 모임 창립에 참여, 회원으로 활동
- 1993년 ~ 건국대학교 사범대학 교육학 강사[20], 교직과 강사. 대학원 석사, 박사과정에 있으면서 낮에는 건국대 사범대의 강사로 일했다.
- 1994년 ~ 건국대학교 사범대학 남성학 강사(겸임)
- 명지대학교 이상심리학 및 상담심리학 강사
- 경기대학교 교육학 강사
- 숙명여자대학교 교육학 강사
- 목포대학교 강사
- 고려대학교 강사
- 1994년 ~ 1997년 경기대학교 여성학 강사
- 건국대학교 충주캠퍼스 교수
- 1995년 5월 한국남성연구회 발족[62]
- 1995년 5월 1일 ~ 한국 남성의 전화 이사
- 1997년 제2회 일본 남성학 페스티벌에 초청되어 참석하였다.[1]
- 1998년 한국남성학연구회(KMSA) 발족, 초대 회장
- 1998년 7월 부산대학교 사회학과 강사[28]
- 1998년 9월 도쿄 아다치구 여성종합센터에서 열린 일본 남성 페스티발에 참석.[20]
- 1999년 11월 27일 한국남성협의회 창립에 참여
- 1995년 미국 남성학회(AMSA) 정회원
- 1997년 일본 Men`s Center & Men`s Lib. 연구회 특별위원
- 1998년 7월 ~ 2000년 부산대학교 사회학과 남성학 강사
- 1999년 한국 남성학과 남성운동을 위한 네트워크 조직
- 1999년 10월 ~ 2001년 10월 군 가산점 폐지 주장이 나오자 성재기, 이경수 등과 함께 군 가산점 폐지론에 반대하였다.
- 2000년 강원관광대학교 교육학과 교수 겸 강원관광대학교 영유아보육복지과 교수
- 2001년 6월 22일 ~ 딸사랑 아버지모임의 공동대표(~ 2004년)
- 2001년 8월 4일부터 8월 25일 아버지의 전화 주최 아버지 학교 강사
- 2002년 7월 여성육아교양지 월간 ‘좋은엄마’가 계간지 ‘좋은아빠’를 창간하자, 제1호에 인터뷰가 실렸다.[63]
- 2003년 명지대학교 대학원 영재학 교수
- 2005년 양성평등교육 강사[64]
- 2005년 강원관광대학교 영유아보육과 교수
- 강원관광대학교 사회복지과 및 교직담당 총괄 교수
- 법무부 승진시험 출제위원[65]
- 한국남성학연구회 회장
- 부부행복연구원 자문위원
- 2010년 1월 한국지역사회교육·문화연구소 창립 발기인
- 2010년 3월 1일 한국지역사회교육·문화연구소 이사 겸 자문교수
- 2010년 9월 5일 강원도 교육정책개발위원회 위원
- 2010년 10월 5일 한국교원단체총연합회 강원도지역 홍보인단에 위촉[60]
- 2011년 11월 4일 강원관광대학교 평생교육원장[61]
- 건국대학교 글로컬캠퍼스 교육학 교수
- 한국지역사회교육⋅문화연구소 이사

## 저서
- 《남성학과 남성 운동》 (동문사 , 2000 )
- 《교육 심리학》 (학문사, 2003)
- 《성격심리학》 (교육아카데미, 2004)
- 《이상 심리학》 (학문사, 2003)
- 《남자도 사람이다》 (집현전, 1998)
- 《남성운동의 이론과 실재》
- 《아버지 학교》
- 《불편한 진실의 남자 수다》
- 《페미니즘에 대한 남성학과 남성운동》
- 《남성운동의 이론과 실제》
- 《이것이 남성학, 남성 운동이다》
- 《교육학개론》 (에듀컨텐츠휴피아, 2011)
- 《교육심리학》 (신성출판사, 2008)
- 《교육학》 (삼선, 1992)

### 공저
- 《아버지 리더십》(신원문화사, 2010), 장경근 외 공저
- 《페미니즘에 대한 남성학과 남성운동》(원미사, 2007), 사사키 마사노리, 이재택 외 공저
- 《웃어라 아버지》(신원문화사, 2012), 장경근 공저
- 《유아영재 교육개론》 (도서출판 청송, 2004), 정송, 임혜숙 공저
- 《아버지가 나서면 딸의 인생이 바뀐다》 (황금부엉이, 2005)
- 《평생교육의 이론과 실제》 (교육과학사, 1996), 김충기 공저
- 《매력 내조기》 (베스트셀러, 1996), 김경숙 외 공저
- 《젠더학》(일본 세계사상사, 2000), 공저
- 《유아영재교육개론 I》 (한국유아영재교육연구소, 2004), 정송, 임혜숙 공저
- 《실기 교육방법의 이해》 (동문사, 2006), 지용근 공저

### 논문
- 《인생목적수준과 학업성취도와의 상관관계 연구》(석사학위 논문)
- 《자아개념, 자아정체성 및 내외통제성이 진로결정에 미치는 영향》 (박사학위 논문)
- 《아버지헌장에 대한 고찰 및 아버지운동의 종합적 연구》
- 《양성평등교육의 이해》
- 《교양과목 프로그램 개발의 필요성에 대한 연구》
- 《청소년을 위한 의사소통 게임》
- 《놀이의 연구》
- 《아버지 문제와 그 해결 방안》(1997)
- 《젠더론 연구: 남성학에 대한 기초 연구》 (일본 젠더학회)
- 《성격유형에 따른 자아존중감의 차이 연구》 (건국대학교 출판부, 1993)
- 《자아개념, 자아정체감 및 내, 외 통제성이 진로결정에 미치는 영향》(숙명여자대학교 대학원, 1991), 미간행 박사학위 논문

### 역서
- 《진로결정척도 (Assessment of Career Decisio Making: ACDM)》 하렌 저, 1991
- 《남성다움의 행방》
- 《남성학이란 무엇인가》, (C. W. Franklin D 저, 삼선, 1996)
- 《남성학 입문》(이토 카미오 저, 교육과학사, 1997)
- 《(만화로 독파하는) 타락론 백치》 (사카구치 안고 지음, 신원문화사, 2010), 조경미 공역

### 기고문
- 〈하남시 여성들의 '위대한 혁명과 희망'을 본다!〉 - 교차로저널 칼럼 2010년 7월 15일자
- 〈부모님을 기쁘게 하는 몇 가지 방법〉 - 교차로저널

## 학력
- 광양 진상중학교 졸업
- 순천고등학교(30회) 졸업
- 1987년 국립 목포대학교 졸업
- 1991년 건국대학교 교육학과 졸업
- 건국대학교 대학원 교육학 석사, 석사논문 《인생목적수준과 학업성취도와의 상관관계 연구》
- 건국대학교 대학원 교육학 박사, 박사논문 《자아개념, 자아정체성 및 내외통제성이 진로결정에 미치는 영향》

## 수상 경력
- 2009년 11월 5일 '제9회 하남문학 위례백일장 공모전', 운문부문 우수상

## 활동
학문적으로 이론화한 남성학을 직접 실천하기도 했다. 그는 “남자도 가슴이 여릴 수 있고, 가정일을 잘 할 수 있다”고 말하는 동시에 “백마 탄 왕자 역을 자임하지 말라”고 강조하였다. 그에 의하면 백마탄 왕자가 되겠다는 생각은, 여성을 보호하고 돌봐줘야 한다는 생각이며, 또다른 여성차별을 반복할 수 있기 때문이다.
그는 가부장제는 남성들에게 책임감과 부담감을 안겨주는 피곤한 체제라며 가부장제에 대한 환상에서 벗어날 것을 강조하였다.

### 남녀 평등 입대론
2005년 그는 남녀 공동 징병제를 주장했다. 2005년 호주제 폐지가 결정될 무렵 그는 “남녀공동 징집을 논의할 시기가 됐다고 본다”고 밝혔다. 그는 여성에게도 병역의 의무를 부과해야 된다고 주장했다.

### 남성주의 활동 배경
그가 남성주의 운동을 시작하게 된 배경에는 남자다움 등 성 역할 강요에 대한 저항감 때문이었다. 정 교수는 어려서부터 작은 키와 약한 체구 탓에 친구들에 치이며 아웃사이더로 밀려났다. 눈물 많고 감성적인 성향은 당시 한국 사회가 요구하는 강한 남성상에는 어울리지 않았다. 그는 남자는 이래야 한다 등 어떤 역할을 강요하는 것이 부당하다 여기고, 남자들도 여자처럼 드라마도 보고, 가정 일도 하는 등의 역할을 해야 한다고 역설하게 되었다.
한때 남자다움, 성 역할 강요 등은 그에게 무거운 짐이 되었다. '93년 결혼을 앞두고는 콤플렉스가 절정에 달했다' 한다. 앞날을 기약 못하는 시간강사 생활, 유년시절부터 겪어온 남성성에 대한 반감과 가족을 부양해야 하는 남편, 가장 역할에 대한 현실적인 결핍 등이 맞물리며 남자는 도대체 어떤 존재이고 어떤 역할을 해야 하는가에 대한 근본적인 회의가 밀려왔다. 그는 주변사람들과 얘기하다보면 비슷하다 못해 똑같은 문제에 시달리고 있었다. 그는 ‘(한국에) 여성학은 있는데 남성학은 왜 없나?’란 의문을 갖고 남성학을 이론적으로 정립해 보아야겠다는 생각을 했다. 그래서 해외의 남성학 사례들을 모으고 이론적인 근거들을 찾기 시작했다. 이후 그는 남성에 대해 연구함과 동시에 남성 권익 보호 운동에 나서게 되었다.
2006년 11월 정채기 한국남성학연구회회장은 고려대학교 학보와의 대담에서 “여성계가 이를 단순히 마초들의 집단 행위로 본다면 남성들 역시 여성 집단을 삐딱하게 바라보게 될 것이고, 악순환은 계속 이어질 것”이라며 “사실 양성 평등이 되려면 남녀가 치열하게 싸울 부분이 있지만, 이제는 인간적인 관점에서 생각과 느낌을 나누고 성찰하는 방식으로 접근해야 한다”고 밝혔다.

### 남성학 연구 및 소개
그에 의하면 '남자의 기준에 대한 의문은 1950년대 후반에 등장한 히피족(남성)에 대한 미국 인문과학(사회학·심리학 중심) 학자들의 관심과 분석이 이루어지면서 제기됐다. 이에 따라 기존 남성상에 대한 파괴가 시도됐고 남성문제가 사회적 관심사로 부각됐다. 이후 70, 80년대 여성학과 궤를 같이 하면서 남성문제에 대한 본격적인 연구인 남성학이 미국서 태동했다. 초창기 남성운동의 한 분과로서 이루어졌던 남성학은 미국서 1984년부터 대학 공식 교육과정으로 인정받았고, 90년대초 미국내 약 400개 대학에 남성학 강좌가 개설됐다.'고 한다.
남성학의 등장과 확산은 여성학의 학문적 위상 향상 및 여성의 주도권 쟁취라는 관점에서 보면 여성학을 위축시킬 수 있다는 견해도 있다. 그러나 여성학이 여성 해방 운동에서부터 시작된 것과 마찬가지로 남성학도 남성 해방이라는 ‘인간 해방’의 대의 아래 등장했다. 따라서 남성학은 여성학에 맞서면서 남성을 옹호하는 것이 아닌, 여성문제와 동전의 양면처럼 맞물려 인간 전체의 문제를 해결해 가려는 것이다. 이와 관련해 한국남성학연구회 정채기 회장은 “남성학이 여성학과 비교해 시기적으로 늦게 시작된 학문이지만 두 학문의 성격이 젠더(gender)학으로 완전히 배타적이지 않다”며 “이를 둘러싸고 있는 모든 학문이 전체적인 발전을 위해서 긴밀한 파트너십을 구축하려 노력했으면 한다”고 말했다.
정 회장은 ‘남성학’에 대해 ‘남성에 의한, 남성에 대한 자기성찰’이라고 정의한다. 이는 올바른 학문적 확립을 위해서는 남성의 외형적 행동에 대한 연구뿐 아니라 남성 자신의 입장과 관점이 충분히 드러나야 하며, 남성의 지배적이고 권위적인 지위에서 벗어나 냉정히 자신을 성찰할 수 있어야 함을 의미한다. 이를 통해 수동적이고 의존적인 ‘여성상’, 폭력적이고 공격적이며 지배 성향이 강한 것으로 특징되는 ‘남성상’과 같이 잘못된 통념을 깨뜨리고 새롭고 바람직한 남성, 여성상을 구축해야 한다고 역설한다. 정채기는 “남성학은 남녀평등, 공동육아, 가사분담 등 상당부분 페미니즘과 공동의 목표를 추구하면서도, 인간을 억압하는 요소 가운데 페미니즘이 간과하는 부분을 보완할 수 있는 학문”이라고 말했다. 정채기는 1990년대 초, 미국과 일본, 프랑스에서 활발하게 연구중이던 남성학을 대한민국 국내에 처음 소개하였다. 이후 남성 인권 여론과 남성 인권운동이 등장하기 시작하였다.

### 실천적 남성 운동
학문적으로 이론화한 남성학을 직접 실천하기도 했다. 정씨는 “아들을 마초로 키우지 않으려고 애썼다”고 한다. 아들이 태어나자마자 7살이 될 때까지 하루도 빠짐 없이 육아일기를 썼고, 아들이 남성우월주의나 성역할 편견에 갇히지 않도록 의식적으로 노력했다. 그는 남성학 이론을 스스로 실천하려 했다.
그에 의하면“13년 동안 아들을 키우며‘사내답지 못하게…’란 말을 거의 안 썼어요. 목구멍까지 그 말이 치밀어 올라올 때도 있었지만 꾹 참았죠. 딱 한번 아들이 유약한 모습을 보인다고 생각해서 부지불식간에 그 말을 썼는데, 그 한번이 없었다면 더 좋았겠죠. 하하.”라며 “요즘 부모들은 딸들한테는 사회적 역량을 제고하라고, 왕비보다 왕이 되라고 역설하지요. 하지만 아들한테는 그에 부응되는 상생과 공존의 원리를 가르치지 않습니다. 하늘에 태양이 2개가 되는 셈이지요. 그러니, 독립적인 딸들과 더불어 살 수 있도록 아들을 양성평등적인 사람으로 키우는 게 그 어느때보다 중요한 시점이죠.” 라고 지적했다.
정 교수는 아들을 키우는 12년 동안 “사내애가 돼가지고 왜 그러니”라고 한 적이 단 한번도 없다고 했다. “저 자신도 어머니와 오랜만에 전화할 때면 가슴이 짠한 게 눈물이 나는 걸요. 제가 잘 울듯이, 제 아들이 울 때도 맘껏 울게 내버려 둡니다. ‘내 아이는 마초로 키울 수 없다’라는 저작에서 카이저 교수는 경고하고 있어요. 아들에게 ‘사내대장부는 우는 게 아니야’라고 말하는 것이 그를 마초가 되게 하는 단초라고요. 그런데 사내애가 계집애처럼 질질 짜선 안 된다는 식의 잘못된 남성다움에 대한 강요는 21세기에도 뿌리깊게 나타나고 있습니다. 노인들만 그런 게 아니라 우리네 젊은 부모들도 결정적인 상황에서는 우리 아들들에게 그렇게 이야기한다는 게 문제죠.”
정 교수는 아들에게 “남자도 가슴이 여릴 수 있고, 가정일을 잘 할 수 있다”고 말하는 동시에 “백마 탄 왕자 역을 자임하지 말라”고 가르친다. 여성을 보호하고 돌봐줘야 한다는 생각이 또다른 여성 차별을 반복할 수 있기 때문이다.
그는 남자들에게 남자다움을 강조하는 것 자체가 폭력적이라고 지적했다. 남자다움, 남성성이 남자들에 대한 폭력성으로 규정한 그는 자녀들에게도 남자답지 못하다, 남자다움 등을 강조하지 않았다. 그는 어렸을 때부터 키가 작고 몸이 약하다는 이유로 또래 집단에서 여러 번 마음의 상처를 받았다고 한다. 그 자신이 ‘남성은 강해야 한다’는 강박 관념으로 괴로움을 겪었기 때문에 아들은 자유롭길 원했다는 설명이다. 부담스러운 ‘장남 콤플렉스’ 탓도 있었거니와, 자신과는 달리 딸로 태어났다는 이유만으로 남자 형제 뒷바라지를 해야 했던 여동생에 대한 미안함도 ‘딸 사랑’을 외치는 이유가 됐다.
그에 의하면“10년 전쯤 여동생이 자신이 남동생들 뒷바라지를 하느라 힘들었다는 얘기를 해서 충격을 받았죠. 아들을 귀하게 여기는 어른들의 생각이 저에겐 당연한 것이었지만, 여동생에게는 결핍이 됐을 테니까요. 아빠는 딸에게도, 아들에게도 최고의 멘토가 돼야 한다고 생각해요.”라고 밝혔다. 그는 “딸을 낳아 남자와 동등하게, 딸이라는 이유로 주눅들지 않게, 사회의 주류가 될 수 있게끔 한번 키워보고 싶다”고 밝히기도 했다.

### 여성의 공격성에 대한 관점
그에 의하면 여성의 공격성의 원인은 과거 1950년대 이전까지 한국의 여성들이 차별대우받던 것을 원인으로 지적했다. 그는 여성의 공격성 증가를 "가족 구성과 상당한 관련이 있다. 요즘은 외동딸만 있는 집, 딸만 둘 있는 ‘딸딸이’ 집도 많다. 그런데 30~40대 엄마들은 딸에게 ‘절대 남자에게 지지 말라’고 어릴 때부터 교육을 시킨다."고 보았다. 그에 의하면 "젊은 엄마일수록 이런 성향은 강하다. 엄마들이 여성으로서 피해를 받아왔던 자신을 투영시키는 면도 있다. 강한 딸을 보면서 대리만족을 얻는다. 또 자녀 수가 1~2명으로 줄어들면서 부모들은 경제적으로 아들 딸을 차별할 이유가 없어졌다. 딸에게도 전력을 다해 교육을 시킨다. 양적·질적인 면에서 여성의 경쟁력이 생긴다"고 봤다. 여성단체 해산 및 처벌을 주장하는 남성단체 일각의 주장에는 반대하였다.

### 아들딸 키우기 4원칙 제시
그는 "아버지가 딸의 성장에 매우 중요하다"며 "아버지와의 관계가 제대 로 형성되지 않으면 성인이 돼 남자친구를 사귀고 배우자를 고르고 남자동료들과 함께 일할 때, 남자들의 반응을 제대로 읽지 못해 낭패를 볼 수 있기 때문" 이라며 딸과의 교감을 강조했다. 한편 정채기 교수는 딸·아들키우기 4원칙을 제시하였다.

#### 아들을 부드럽게 키우는 법
아들을 부드럽게 키우는 법으로 그는 4가지 원칙을 제시했다.
1. 아들이 하고 있는 운동을 잘 살펴본다. 코치가 경기에서 이기기 위해 상대방을 넘어뜨리라고 가르친다든지 무조건 공격성만 키우는 운동이라면 시키지 않는다.
2. 만약 아들이 친절하고 섬세한 감성의 소유자라면 북돋워 준다. 그렇지 않다면 감성을 키워주기 위해 노력해야 한다.
3. 아들에게도 딸과 같은 비중으로 집안일을 하게 한다. 식탁 차리는 것을 거들게 하고, 방청소도 시킨다. 집안일과 담 쌓은 남자는 가정을 원만하게 이끌어 가는 게 힘들기 때문이다.
4. 광고를 함께 보면서 성에 대한 고정관념이 담긴 광고의 배경을 분석할 수 있는 능력을 갖게 한다. 등을 제시하였다.

#### 딸을 당당하게 키우는 법
딸을 당당하게 키우는 법으로 그는 4가지를 제시했다.
1. 운동을 좋아하게 만든다. 신체를 활발하게 움직이는 운동은 심신을 건강하게 연결시켜 주는 훌륭한 매개가 된다.
2. 현명한 소비자가 되도록 유도한다. TV를 함께 보면서 광고에 대해 얘기한다. 광고에서 끊임없이 강조하는 ‘여성의 성적 매력’, ‘여성의 역할’ 등을 무비판적으로 받아들이지 않도록 주의한다.
3. 예의바른 행동과 여성스러운 행동을 구별하도록 한다. 수줍어하고 침묵을 지키고 수동적으로 살아가는 것을 미덕으로 여기는 여성이 되지 않도록 일깨워 준다.
4. 아이가 잘못을 했을 때 “여자애가 감히…”, “무슨 여자애가 이렇게 드세냐”는 식의 성차별적 논리로 꾸짖지 않는다. 부모 스스로 자신의 말과 행동 속에 고정관념이 들어있지 않는지 주의한다. 등을 제시하였다.

### 가사노동, 육아 참여 실천
그는 남녀 평등과 인간 평등을 주장하였고, 강단에서도 이를 주장하였다. 그리고 그는 자신부터 직접 남녀 평등과 인간 평등을 실현하기 위해 가사 노동과 육아에 직접 참여하였다. 그는 육아, 부인의 가사 노동을 도와주는 수준에서 나아가 자신이 직접 가사일과 육아에 참여하였다.
정채기는 가정 내 아버지, 남편의 부재현상을 지적했다. 그에 의하면 "가정에서의 아버지 부재 현상은 크게 두 가지죠. 이혼이나 별거, 사망 등으로 인한 사실적인 부재와 아버지가 없는 것처럼 여겨지는, 정서적인 부재 즉 비사실적인 부재가 있습니다. 사실적인 부재에 비해 비사실적인 부재는 내용적인 면으로 공허감이 더 클 수밖에 없습니다."
정채기 교수는 가정에서의 아버지 부재가 자녀와 대화를 멀리하는 버릇에서 비롯됐다며, 이는 전적으로 아버지 책임이라고 봤다. 그에 의하면 "바쁘다는 핑계로 자녀와 대화하지 않는 게 근본적인 문제라고 생각합니다. 여성가족부가 2011년 실시한 가족실태조사를 보더라도 부모와 자녀의 대화시간이 절대적으로 부족하다는 것을 알 수 있어요. 특히 아버지 3명 가운데 1명은 '자녀와 대화가 부족하다'고 생각하며, 15~18세 청소년의 69.5%가 하루에 2시간 미만으로 부모와 대화를 하는 것으로 나타났어요. 하루 대화시간이 30분이 안 된다는 청소년도 20.8%에 달했는데, 더 심각한 것은 우리나라 청소년 10명 중 9명이 아버지와의 대화를 어려워한다는 데 있어요."라는 것이다.
그는 자녀와 소통하기 위해서는 눈높이를 맞추고 자녀에 대한 좋은 생각을 말과 행동으로 보여주어야 한다고 했다. 그에 의하면 "이제 우리나라도 스웨덴처럼 '친구(friend)'와 '아빠(daddy)'의 합성어인 '프렌디(friendy)'가 대세입니다. 프렌디는 아버지로서의 삶에 행복을 느끼고 자녀교육을 위해 끊임없이 고민하는 '친구 같은 아빠'를 뜻하지요. 또한 '비로드 파파'도 같은 맥락인데 이는 곱고 부드러운 천인 비로드(벨벳, velvet)로 만든 바지를 입은 아빠라는 뜻으로, 아이를 적극적으로 보살피는 아빠의 모델을 말합니다"고 지적했다.
아빠의 사랑과 지지가 자녀의 일생에 든든한 정서적 버팀목이 된다는 사실을 알기에 꾸준히 실천했다. 가정살림에도 적극적으로 참여하고 있다. 두 아들에게 남녀차별 없는 생활을 몸으로 보여주며 진정한 성역할과 인간관계를 깨우치게 하기 위함이었다.
베리타스 알파 뉴스와의 인터뷰에서 정교수는 첫 아이를 얻었을 때 자신이 태어난 보람을 느꼈다고 한다. 존재의 소중함은 말로 표현 할 수 없었다. 아들에 대한 넘치는 사랑은 7년 동안 육아일기를 쓰는 동력이 됐다.
출장이나 휴가를 가서도 하루도 빼놓지 않고 기록했다. 사진도 많이 찍었다. 자신의 유년시절 사진이 없는 것에 대한 보상심리도 작용해 파노라마를 찍듯이 엄청나게 셔터를 눌렀다고 한다. 많이 업어주고 놀아주며 아빠의 사랑을 표현했다. 이런 밑바탕이 있기에 한창 사춘기의 정점에서 질풍노도의 감정곡선을 그리는 큰아들과도 큰 트러블 없이 많은 대화를 나눌 수 있다. 정교수는 요즘 청소년기 아들의 성숙된 모습을 볼 때마다 뿌듯함을 느낀다. 늦게 얻은 둘째 아들에겐 물리적 시간에 부딪혀 육아일기를 1년 밖에 쓰지 못했음을 못내 미안해 하기도 했다.

## 사상과 신념
그는 "남성은 가해자이고 여성은 피해자라는 도식적인 시각은 잘못"이라며 "미국에서는 이미 1970년대부터 남성학의 필요성이 제기돼 현재 2백여 개 대학에서 교양강좌로 자리 잡고 있는데, 우리도 서둘러 남성학을 적극 연구해 남성, 여성학이 아닌 '인류학'이라는 균형된 시각을 모색해야 할 것"이라고 주장했다. 그는 "남성은 항상 가해자이고 여성은 항상 피해자라는 시각은 잘못"임을 지적했다. 한편 여성단체 해산 및 관련자 처벌을 주장하는 일부 급진적인 남성운동에는 비판적이었다.
또한 그는 남성은 이래야 된다, 여성은 이래야 된다는 어떤 역할 요구를 강요라고 봤다.

### 마초주의 비판
그는 남성도 마초이즘과 가부장제의 피해자라 주장하였고, 남성 역시 마초이즘과 가부장제의 굴레의 희생자라고 봤다. 따라서 그는 '남성우월주의와 마초이즘의 잔재를 씻어내야 한다'고 주장하기도 했다. 그는 강단에서 뿐만 아니라 집에서도 생활 속 깊이 박힌 남존여비 남성우월 마초이즘의 잔해를 씻어낼 요량이라 역설하였다. 가정의 아들교육서부터 실천돼야 여성과 제대로 된 파트너십을 발휘해 조화로운 사회를 이룬다는 게 정교수의 지론이다. 아들만 둘이면서 ‘딸사랑아버지모임’을 만든 이유이기도 하다.
정교수는 남성을 가부장제의 수혜자라기보다는 피해자로 본다. 양성평등을 이뤄 우리의 아들 딸이 모두 행복한 세상을 만드는 것이 그의 지론이었다.

### 교단 여성화에 대한 비판
그는 여성 할당제가 인위적이고 부당하다고 지적했다. 특히 그는 교육계의 여초화를 지적했다. 그는 '남성에게는 예전에 추앙받던, 강하고 공격적인 ‘남성성’이 많이 줄어들었다. 그 이유는 초등학교 교육을 보면 알 수 있다. 초등학교 교사의 80~90%는 여성이다. 상당히 비정상적인 상황이다. 교단의 여성화가 남자 초등학생들에게 미치는 영향은 지대하다.'고 보았다. 그는 한국의 교단이 여성화된다고 지적했다.
대학교는 남자 교수 비율이 90% 넘는 곳도 많다는 반론에 대해“이미 머리가 다 크고, 신체적으로 성장한 상황에서 남자 교수 많다고 큰 영향은 받지 않는다. 자아가 형성되기 전, 어릴수록 선생님으로부터 학생들은 더 큰 영향을 받는다. 여성을 이해하는 수준을 떠나 여성화되는 것이다.”라고 재반론하기도 했다. 그는 교사 남성 할당제 반대 여론에 비판적이었다. 각종 여성할당제는 찬성하면서도 여교사 90% 이상이라서 남성 할당제를 하자는 것에 반대하는 것은 이기심에 지나지 않는다며 비판하였다.

### 페미니즘 무비판에 대한 비판
그는 페미니스트나 페미니즘 운동에 비판세력이 없음을 지적, 이를 비판했다. 그는 페미니스트나 페미니즘 운동에 대한 비판이 없는 것은 이화여자대학교 등 특정 학교 중심으로 인맥을 형성했기 때문이라 지적했다.
그에 의하면 “한국의 여성학은 이상하리 만큼 비판세력이 없다. 다른 나라에서는 여성학의 분파도 다양하고 여러 갈래로 나뉘어져 있는데 한국은 그렇지 않다. 모두 공격적이고 전투적인 여성학이 주류를 이룬다. 약간의 차이는 있지만 근본적으로 별 차이를 찾지 못하겠다.”고 지적했다. 이어 “이화여대 중심의 여성학 학계의 문제다. 이화여대가 이 분야에서만큼은 한국 사회의 주류이고 다른 여자대학, 남녀공학 대학은 들러리에 불과하다. 여성학을 연구하는 사람이 계보를 이루고 사제지간으로 엮여 있으니 제대로 된 비판이 가능하겠는가.”라며 지적하였다. 그는 무비판, 무오류의 사상은 없음을 지적했다.
그는 한국의 페미니즘 운동이 전투적이고 공격적이며, 학연과 인맥으로 구성되었음을 지적했다. 또한 '항상 타도와 극복의 대상으로 남성을 바라보도록 하는 여성학은 위험하다.'며 비판을 제기하기도 했다.또 그는 여성이 과거의 피해자였던 점을 이용, 2000년대 현재 여성이 가해자가 될 수도 있는 위치에 섰는데도 여성은 일방적 약자, 피해자로 규정하는 것에도 반대하였다. 

### 여성의 가정 부양론
또한 그는 진정한 남녀평등을 위해서는 여자가 남자를 부양할 수 있다는 생각을 가르쳐야 된다고 지적했다. '지금의 현실을 반영한 교육이 필요하다. 엄마들은 딸에게 ‘남자가 실업자가 되면 네가 생계를 짊어지는 것이 당연하다’는 교육을 해야 한다. 능력 없는 남자와는 이혼이 상책이라는 식은 곤란하다. 또 여성학도 변해야 한다. 아버지이자 아들인 남자에게도 해결책을 모색해주어야 한다.'고 지적했다.
그에 의하면 양성평등은 능력있는 여성이 남성을 부양하는 것이라 했다. 그는 무조건 '능력 없는 남자와는 이혼이 상책이라는 식은 곤란하다.'고 지적하였다. 그는 여성이 남성을 부양할 수도 있어야 한다고 지적했다.
2005년 2월의 주간조선과의 인터뷰에서 남자에게만 가족 부양이 강요당한다고 지적했다. 그에 의하면 '남녀평등이라고 하지만 아직까지 남성은 ‘브레드 위너(Bread Winner)’다. 밥벌이가 남자의 주임무라는 것이다. 꽃미남 신드롬도 있지만 정말 백수건달 꽃미남을 여자들이 좋아하겠는가. 밥벌이 못하는 꽃미남은 아무런 소용이 없다.'는 것이다.
그는 ‘남성성의 감옥’ 탈출해야 자유를 찾는다고 전망한다. 그는 남성성, 남자다움 이전에 인간성을 회복해야 한다고 주장했다. 그에 의하면‘초식남 문화’를 개탄하면서 잃어버린 남성성을 찾자는 목소리가 높다. 하지만 이에 앞서 무엇이 진정한 남성성인지에 대한 논의가 앞서야 한다. 만들어진 남성성에 사로잡히는 한 남성은 불필요한 남성성의 포로가 될 뿐이다. 남성의 자유는 남성성의 감옥에서 탈출해 인간성을 지향할 때 가능하다.

### 아버지의 권리론
그는 한국 사회가 아버지의 권리에 무심한 점, 아버지를 소홀히 여기는 점을 지적했다. 그는 1990년대 중반부터는 여러 아버지 운동, 좋은 아버지 운동 모임에 적극 참여하여 활동했다. 정채기 교수는 일련의 아버지 운동단체의 설립 원인으로 90년대에 증가한 중년남성의 과로사나 가정 내에서의 아버지 부재현상을 꼽는다. 그에 의하면 가정 내에서 아버지의 권위 실추에 대한 대책으로 아버지의 역할 회복을 위해 탄생했다는 것이다. 가부장제의 부활이 아니라 아버지도 가족의 구성원으로서 인정해주고 아버지들 역시 다른 가족과 대화를 하고, 다정한 아버지 상으로 변화해야 한다는 점이 그의 지론이었다.
그는 유럽의 국가들에서도 아버지의 지위가 약화, 위축되었다고 지적했다. 정채기는 2003년 6월 핀란드 헬싱키에서도 유럽 42개국의 사회복지 장관들이 모여 현대사회에서 아버지의 지위를 높이는 방 안을 주제 로 한 국제 회의를 열 만큼 세계적으로 가장들의 지위가 격하되어 가고 있는 실정'이라며 '이제 아버지를 중심으로한 가정 위기 진단 및 남성 연구도 활발하게 이루어져 야 한다'고 주장했다. 그는 가정 내 아버지의 권리, 아버지의 지위를 보호해야 한다고 역설하였다. 그러나 가부장제는 반대하였다.

### 아버지의 육아 참여론
그는 아버지가 자녀 양육에 적극적으로 참여해야 함을 역설하였다. 2004년 6월 20일의 매일경제 등과의 인터뷰에서 그는 "실제로 아빠가 퇴근하면 뿔뿔이 방으로 들어가고, 출장날에 해방감을 느끼는 등 아빠와 거리감을 느끼는 가정이 많다"며 "아빠들은 큰 아파트, 해외유 학, 비싼 과외교습 등 큰 것을 선물해야 한다는 강박관념이 있지만 의외로 수 다떨기, 여행가기, 영화보기 등 일상의 소소한 일이 가족들에게는 즐거움을 준 다"며 아빠들의 보육참여를 강조했다.
그는 딸을 '당당하게' 키우기 위한 첫 번째 방법으로 운동을 들었다. 그는 딸을 차별하지 않고 키우는 방법으로 딸에게도 운동을 시키는 것을 들었다. 운동을 통해 승부욕, 경쟁, 명예 등에 대한 것을 딸들도 배우게 해야 한다 했다. 그는 "여성들이 운동을 통해 게임규칙에 따른 공정한 경쟁과 승부욕을 배워야 한다"며 "결정적인 상황에서 '여자니까'라며 열외로 빠진다면 결코 주류사회에 편입될 수 없기 때문"이라고 말했다. 다음으로 무심코 쓰는 언어를 지적했다. 그에 의하면 "예쁘다, 참하다, 얌전하다 라는 말 대신 멋지다, 잘 생겼다, 씩씩하다고 말하 세요. 매일 쓰는 언어가 아이들의 양성성을 억압할 수 있어요."라는 것이다. 또 광고 드라마 코미디를 통해서 무분별하게 들어오는 성적 매력, 여성의 역할 을 비판적으로 볼 수 있게 해야 한다는 설명이다. 그는 아버지 또는 부모가 무심코 하는 말 한마디가 자녀에게 상처가 될 수 있음을 지적하기도 했다.
2001년의 한 인터뷰에서도 한국 사회에서 아버지의 육아 참여를 부정적으로 보는 것을 문제점으로 지적하였다. 그는 "남자 직원이 자녀가 아파서 조퇴하겠다고 하면 당장 책상을 빼라고 하는 게 우리 직장문화다. 아버지가 자녀와 함께 보내는 시간이 지금 우리에겐 매우 중요하다"며 아버지가 육아에 동참할 수 있는 제도를 정착시켜야 한다고 제안했다.

### 아버지와 자녀의 유대관계론
정 교수는“여성들의 사회참여 활동이 늘어나는데 비례해 가정 내 아빠의 몫은 점점 커지고 있는 추세”라고 주장했다. 이와 함께 “현대 남성은 부자유친의 주인공으로서 친구 같은 아빠 역할을 해내야 할 것”이라며 가정내 새로운 아빠상을 제시했다. 정채기는 “세계적인 여성 저명인사들의 뒤에는 딸 아들 구별 않고 힘을 실어주는 자상한 아빠가 많았다”며 “예전에는 아빠의 바깥 활동을 중시하는 사회였으나 이제는 가족의 비중이 커졌기 때문에 이에 맞는 부모, 특히 아빠의 역할수정이 필요하다”고 조언했다.
그는 아버지와 자녀의 정서적 유대관계가 자녀의 성격, 인성 발들에 도움이 된다고 주장하였다. 그에 의하면 '아이와 잘 놀아주며 양육에 적극적인 아빠가 아이의 성(性) 역할, 인지능력 등의 발달에 긍정적인 영향을 준다고 한다. 나아가 아빠와의 신체적 접촉을 통한 놀이는 호기심과 창의성, 타인을 이해하는 사회성을 키워준다'고 한다. 그에 의하면 옥스퍼드 대학의 자녀양육센터는 1958년에 태어난 어린이 1만7000명의 성장과정을 40년간 추적 조사한 결과 아버지가 양육에 적극 참여하는 것이 훗날 학업성적과 ‘강력한 관계’가 있다고 보고했다. 1994년부터 그는 남성주의 운동을 소개하면서, 아이의 인격 형성은 어머니의 몫이 아니라 아버지의 몫도 존재함을 역설하였다.
그는 또 친구같은 아버지론을 주장했다. 그에 의하면 "친구처럼 대한다고 해서 자녀가 아버지에게 막 대해도 좋다는 것은 아닙니다. 그렇게 할 자녀들도 없겠지만…… 아버지가 자녀의 또래역할을 할 때 대화하기가 한결 쉬워지게 되지요. 그러다보면 그 역할을 잘하기 위해서 자녀에 대해 미리 공부해야 하지요. 아이가 무엇을 고민하고, 뭘 사고 싶어 하고, 진로는 어떻게 생각하는지…… 친구 입장에서 분석하고 판단해보는 겁니다."는 것이다.
그는 아버지의 육아 참여는 물론이고 아버지와 자녀들의 스킨십과 유대관계의 중요성을 주장하였다. 그에 의하면 "‘육아는 엄마의 몫’이라는 아빠들의 오랜 편견은 이미 먼 옛날의 얘기가 되고 있다. 아빠가 자녀와 친밀한 관계를 맺는 방법에 대한 연구의 핵심은 자녀의 육아와 교육 등에 있어 아버지들의 적극적인 참여와 그 중단 없는 실천을 강조하고 있다는 점이다. 아버지들은 양육과 교육에 있어 ‘신(新) 부자유친’의 명실상부한 주인공 시대를 열어가야 한다. 프렌디로서 자신을 닮은 아이를 많이 낳을 수 있어야 한다. 스웨덴 등에서 유행하는 프렌디는 우리 조상들이 오래전 역설한 ‘부자유친’의 포괄적인 현대판이다." 라고 하였다.
그는 장경근 정기총 신문 편집국장과 함께 공동 집필한 `웃어라 아버지'를 통해 정 교수는 “웃으며 살아야 행복해질 수 있다”고 아버지 독자들에게 조언했다. 또, 그는 남성들도 육아 휴직을 허용하여 자녀 양육에 참여할 기회를 줄 것을 역설하였다.

### 부성애론
그는 부성애의 근거로 가시고기를 들었다. 세상의 모든 남자는 아버지를 통하여 생성되었으며, 자신들 또한 대부분 아버지이거나 예비 아버지들이다. 산란준비에서 둥지를 혼자 만들고 죽어가면서 자신의 몸을 새끼들의 먹이로 주는 ‘가시고기’ 아버지의 사랑 얘기는, 소설과 영화 등으로 만들어져 한바탕 우리의 눈물샘을 자극하지 않았는가. 그래서 가시고기를 부성애가 가장 강한 생물이라고 부르는 것이다.
그는 '자녀들과 스킨십을 자주한 아버지의 자녀와 그렇지 않은 아버지의 자녀에 대해서도 지적하였다. 나아가 목욕을 자주 시키거나 자상한 아버지를 둔 아이들은 성격도 원만하고 공부도 잘하며, 특히 학교운영위원회에 적극적으로 참여하는 교육형 아버지들 자녀의 경우, 사회진출 때 벌어들인 수입이 더 높다는 선진국 연구결과 등은 이미 우리에게 익숙한 사실이다.'며 '그럼에도 불구하고 우리의 경우 여전히 부성애가 모성애의 그늘에 가리거나, 아버지들 스스로 그것을 적극적으로 발휘함에 진가를 모르거나 주저하고 있음 또한 사실이다. 이제 엄청나게 변한 시대상황 만큼, 이같은 부성애의 발휘는 각자의 선택을 넘어선 의무 이전의 권리로서 그 빛나는 실화가 가능함을 명심하여야 한다.'고 지적했다. 그는 아버지들의 희생과 눈물어린 인내심에 감사하는 마음이 필요하다고 강조했다.

#### 기러기 아빠 옹호론
2005년 4월 월간조선과의 인터뷰에서 그는 기러기 아빠를 이해한다고 지적했다. 그는 기러기 아빠가 자신을 희생해가면서까지 자식들을 해외에 유학 보내는 것은 "내 자식이 변화에 적응 못하고 뒤쳐지는 것이 싫어서"라고 지적했다.
그에 의하면 "우리 세대는 컴퓨터에 약하고 외국어에 약해요. 그러다 보니 직장에서 적지 않은 스트레스를 받고 있지요. 40代 남성들이 부인들의 극성 때문이긴 하지만 아이들의 조기 유학에 선뜻 동의하고 나서는 건 자신이 당한 괴로움과 스트레스를 자식에게만큼은 대물림하고 싶지 않은 마음 때문입니다. 저부터도 내 자식이 영어 실력 때문에 변화에 적응하지 못하고 뒤떨어지는 건 싫거든요."라는 것이다.

### 가부장제 비판
그는 1990년대 이후 한국에서 점차 가정 내 부모의 위상이 달라지고 있다고 지적했다. 한국남성학연구회장 정채기 교수는 날개가 꺾인 아버지의 모습을 감부간모(甘父干母·느끼할 정도로 달고 무른 아빠와 사사건건 간섭하는 엄마)라고 설명한다.
그는 또 "요즘의 상당수 아버지는 집에선 한없이 좋은 아빠지만 밖에서는 원조 교제를 하고 비리를 저지르는 등 비굴하지요. 가족만 생각하지 말고 소외층, 다른 사람의 아들 딸도 생각하면서 이런 모순을 극복해야 합니다."고 하였다.

#### 가부장제, 가부장제 신화에 대한 비판
그는 가부장제와 가부장제에 대한 신화, 환상이 남자들을 더욱 힘들고 고통스럽게 만든다고 지적했다. 가부장제에 대한 집착을 버리고 한 사람의 인간으로 거듭날 것을 주장했다. 정채기는 가부장제에 대해 '여자는 아프고 남자는 고통스럽다.'는 말로 가부장제의 폐해를 압축했다. 그에 의하면 가부장제는 여성을 남성의 '성적 도구'로 전락시켰고, 남성을 여성의 '돈 지갑'으로 전락시켰을 뿐, 한 사람의 인간으로서 남녀 모두의 행복한 삶을 보장해 주지 못한다는 것이다.
남성학자 정채기는 “엄격하고 완벽함을 보여주는 것보다 ‘와, 아버지가 나보다 못하는 것도 있네’ 하고 느끼게 하는 것이 자녀관계 회복에도 도움이 된다”고 한다. 아이들에게 필요한 것은 다정한 스킨십이고 공감대라는 것이다. 그는 "남성학이란 한마디로 진정한 남성다움을 회복하는 것을 목표로 한다"고 정리했다. '진정한 남성다움'은 '잘못된 남성다움'에 대한 비판의 의미를 담고 있다는 것이 그의 설명이다. 1999년에는 좋은 아버지 찾기 운동에 참여하였다. 남성학자 정채기(‘아버지재단’ 아버지연구분과위원장)는 미국에서 불고 있는 ‘아버지 되찾기’운동 역시 ‘가정으로 돌아가 자녀와 시간을 갖자’는 것이라 한다.
그는 “남성의 소외 현상은 한국 사회만의 특이한 현상이 아니며, 현대 사회에서 구성원들의 역할이 전체적으로 변하는 물결의 일환”이라며 “가장을 비롯한 가족들이 고립된 벽에 갇히지 말고 서로의 고민과 불만, 집안일까지 적극적으로 털어놓고 나누어야 한다”고 지적하기도 했다. 또한 그는 “세계적인 여성 저명인사들의 뒤에는 딸 아들 구별 않고 힘을 실어주는 자상한 아빠가 많았다”며 “예전에는 아빠의 바깥 활동을 중시하는 사회였으나 이제는 가족의 비중이 커졌기 때문에 이에 맞는 부모, 특히 아빠의 역할수정이 필요하다”고 조언하기도 했다.
그는 가부장제가 남자에게 남자다움의 신화를 강조, 강요해오고 있다며 가부장제 치하에서 남자들 역시 희생자가 되어야 했음을 지적하였다. 그는 "최근 우리 사회에서 목격하는 바와 같이 아버지의 자리가 좁아지고 남성다움의 신화가 허물어져 간다면 대학에서 본격적으로 강좌를 개설하고 과목을 설치하는 일도 그리 멀지 않은 일"이라고 전망했다. 그는 가부장제의 폭력성과 비민주성을 비판하였다.

#### 성역할에 대한 비판
정채기에 의하면 남자다움, 남성성 등을 강요하는 것은 남성들에 대한 획일화 내지는 폭력으로 보았다. 그는 남자다움, 남성성이 남자들에게도 부담으로 작용한다고 비판했다. '남성성에 대한 문화적 압제는 남성의 진짜 남성성을 ‘타살’하지만 남성 스스로 ‘자살’하는 일도 적지 않다.'는 것이다. 독일의 아스트리트 카이저 교수(유아교육학)에 따르면 '사내아이에게 “왜 그렇게 우니? 눈물 뚝!”이라는 강요가 마초(macho·근육질의 폭력적 남성성)를 만드는 지름길이다. 남자(마초)는 태어나는 게 아니라 만들어진다는 것이다.'고 인용하기도 했다.
2005년 7월에는 드라마 《내 이름은 김삼순》의 유행에 대해 삼순이라는 드라마 캐릭터가 남성성과 여성성 사이의 간극을 줄여 줬다는 평가를 내리기도 했다. 남성학자인 정채기 박사는 "남성들 사이에서 삼순이 캐릭터에 대해 알레르기 반응을 보이는 사람도 있지만, 이는 남성과 여성 사이 성역할에 대한 헤게모니를 나눠 갖는 과정에서 생기는 당연한 결과"라며 "남녀 모두 스스로의 성역할에 대해 갖고 있는 편견을 줄여 나가야 한다"고 강조했다.
그는 '우선 남성이 고정관념을 버려야 한다. 여성이 남성의 영역으로 진출하는 만큼 남성이 고전적인 남성성에서 벗어나 여성의 영역으로 눈을 돌릴 필요가 있다.'고 하였다. 이어 '여성이 남성 영역에 진출하면 ‘장하다’고 칭찬하고 남자가 여성 영역으로 가면 ‘신기하다’는 시각도 바뀌어야 한다. 고 지적했다.
그는 '여성성, 남성성의 구분은 사회적인 것일 뿐이다. 나는 개인적으로 ‘남자가 힘이 세다’는 말에도 의문이 간다. 진짜 남성과 여성의 차이를 확인해 보려면 에덴동산에서 해야 한다. 남성, 여성에 대한 교육은 인류의 역사를 통해 세습되고 유전된 측면이 강하다. 남녀의 생물학적 차이와 사회적 차이에 대한 논란은 ‘닭이 먼저냐 알이 먼저냐’하는 것이나 마찬가지다. 남녀간의 생물학적 태생적 차이점도 사회적 교육에 의해 강화되는 측면이 강하다'고 봤다.

#### 남자다움에 대한 비판
그는 "남자는 강하고 용감해야 하며 눈물을 흘려서는 안 된다는 등의 고정관념은 남성우월주의를 유지하기 위해 남성 스스로가 파놓은 함정"이라며 "남자들도 '남성답다'는 굴레에서 벗어나 인간 본연의 자유를 누려야 한다"고 주장하였다. 정채기에 의하면 남자도 아픔과 고통을 느끼는 사람이라는 것이다.
그는 남성성, 남자다움을 강조하는 것을 비판해왔다. 한편으로 남성에게도 여성성이 필요하다고 봤다. 2004년 경향신문과의 인터뷰에서 한국남성학연구회 정채기 회장은 ‘여자는 아프고 남자는 힘들다’는 말로 우리식의 남녀관계와 상황을 압축한다. 정회장은 “기존의 남성성, 여성성을 가지고는 남자들도 감정조차 제대로 표출하지 못하는 부담에 억눌리고, 여성들은 불합리한 차별에 고통받을 수밖에 없다”며 “양성성을 모두 가진 아이로 키우는 것이 남녀 모두 행복하게 살 수 있는 길”이라고 밝혔다. 남자는 상대적으로 부드럽게, 여자는 당당하게 키울 필요가 있다는 것이다.
그는 또 한국 사회가 남자다움을 강요한다고 비판하였다. “솔직히 ‘남자다움’이라는 짐을 지고 살기 싫습니다. 이젠 우리도 남자들에 대한 사회적인 억압과 편견, 남성들의 새로운 역할에 대해 진지하게 고민해 봤으면 좋겠습니다.” 그는 "남자들은 성장하면서 온갖 명령과 통제에 시달리면서 살아간다. "함부로 불평하지 마라. 고통과 상처를 힘껏 떨쳐버려라. 사회와 가정의 안정을 위해 어떤 위험한 도전에도 용감히 맞서라." 결국 세상은 남자들이 기꺼이 위험을 감수하며 용감하게 임무를 완수하라고 요구하지만 그들이 겪어야 할 고통에 대해서는 절대 말하지 말라고 강요당한다."고 지적했다.
2008년 2월 1일의 언론과의 인터뷰에서도 그는 “남자들은 항상 남자다워야 하고, 여성은 순종적이어야 하는 시대는 지났다”며 “각자의 다양성을 존중하는 문화가 자리 잡아야 혼란도 크게 줄어들 것”이라고 하였다. 그는 남자다움을 강요하는 것은 남성들에 대한 폭력으로 보았다. 
그는 남성에게 강요되는 남성성, 성 역할에서 벗어나야 한다고 했다. 그에 의하면 21세기에는 신축성 있고 가역성 있는 새로운 남성성이 필요하다고 했다. 그에 의하면' 기존 남성성에서 벗어나, 이상적인 존재는 아니지만 신화 속의 헤르마프로디토스(양성 神)처럼 양성을 갖출 필요가 있다'는 것이다.

#### 남성 약자론
그는 남성이야 말로 약자라고 보았다. 약자의 처지에 몰렸지만 아픔을 호소할 수 없는 남성이야 말로 진정한 약자라는 것이 그의 지론이었다. 남자다움이라는 전통적인 통념에 갇혀 마음속 응어리를 혼자 삭이는 남자들의 폐쇄적인 행위가 우울증으로 이어지고 온갖 치명적인 질병과 자살로 이어진다는 것이다. '자살 시도는 여자들이 더 많이 하지만 실제 자살로 이어지는 경우는 남자가 여자에 비해 4배나 높아 성인 남자의 사망원인 중 세 번째를 차지하고 있다. 대한민국 국내에서도 2006년 실시한 역학조사에 따르면 우울증에 걸린 환자가 자살을 시도할 확률은 10~15%에 달하는 것으로 나타났다.'고 한다.
그는 취업시장에서도 여성이 약자가 아니다, 남자가 약자가 될 수 있다고 봤다. '상징적·상대적 관점에서 볼 때 남성이 부실해졌다고 할 수 있다. 일단 양적인 숫자가 바뀌었다. 고시에 응시하는 여성의 수가 늘었으니 합격률이 높아진 것이고 기업체에서 여성 입사가 늘었으니 CEO가 될 확률이 늘어난 것이다. 산술적으로 볼 때 남성은 최고의 자리에 오를 수 있는 기회가 줄어들었다. 또 질적인 면에서도 전통적인 남성상이 더 이상 경쟁력을 가지지 못한다.'고 봤다. 또한 '지금이 곡괭이질하는 농경시대도 아니고 공장에서 망치질하는 산업시대도 아닌데 힘쓰는 게 별 소용이 있겠는가. 똑똑한 머리로 컴퓨터 자판만 두드리면 못하는 게 없는 세상이다. 오히려 섬세하고 집중력을 기르도록 교육을 받은 여성이 훨씬 유리하다.'고 지적했다.
그는 또 '대학에서 남학생과 여학생의 답안지를 보면 차이가 난다. 여학생 답안지에는 형광펜에 색깔있는 볼펜까지 다 동원된다. 글씨도 보기 좋다. 답안지 끝에 ‘교수님 강의 잘 받았습니다’까지 써놓는다. 남학생 답안지에는 이런 게 없다. 여학생의 지적 수준이나 논리력도 별 차이가 나지 않을 뿐더러 눈에 보기에도 좋으니 점수가 잘 나가는 것이다. 고시에까지 확장시키기는 무리가 있지만 이런 부분에서는 여성이 훨씬 더 경쟁력이 있다.'고 봤다.
또, 남자들에게 부과된 의무가 과중한 점도 문제점으로 제기했다. 남자의 짝짓기 능력은 다른 남자들과의 경쟁에서 이기는 것 외에도 가족들을 위해 자원을 축적해야 하는 힘까지 포함한다. 이런 일은 당연히 혈족을 지키는 데는 유리하지만 질병에 대한 민감성과 각종 상처에 더욱 약해지는 몸은 물론 더 나아가 죽음이라는 대가를 지불해야 한다는 지적이다.
호주제가 폐지되고 새로 임용된 판사의 64%가 여성인 2007년 당시 대한민국의 현실에서 더 이상 마이너리티가 아닌 페미니즘을 본격적으로 비판했다. 그는 여성의 사회 진출이 활발해진 시점에서 더이상 여성은 일방적 약자로 보기 어렵다는 결론을 내렸다.

#### 여성의 공격성론
그는 여성의 부드러운 리더십이라는 주장에 대해서도 비판했다. 그는 여성도 충분히 공격적이라고 봤다. 그는 '요즘 여성은 예전에 비해 훨씬 공격성이 강해졌다. 여성이라고 해서 참고 인내하는 것이 미덕인 시대는 이미 지났다.'고 봤다.
왜 여성의 공격성이 강해졌는가 하는 기자의 질문에 그는 '가족 구성과 상당한 관련이 있다. 요즘은 외동딸만 있는 집, 딸만 둘 있는 ‘딸딸이’ 집도 많다. 그런데 30~40대 엄마들은 딸에게 ‘절대 남자에게 지지 말라’고 어릴 때부터 교육을 시킨다. 젊은 엄마일수록 이런 성향은 강하다. 엄마들이 여성으로서 피해를 받아왔던 자신을 투영시키는 면도 있다. 강한 딸을 보면서 대리만족을 얻는다. 또 자녀 수가 1~2명으로 줄어들면서 부모들은 경제적으로 아들 딸을 차별할 이유가 없어졌다. 딸에게도 전력을 다해 교육을 시킨다. 양적·질적인 면에서 여성의 경쟁력이 생긴다.'고 봤다.

#### 여성들의 수다와 남성 스트레스론
그는 여자들과 달리 남자들은 스트레스를 풀 대상, 수단이 딱히 없다고 지적했다. 단순히 가정, 가족을 생각하면서 참아라, 힘내라는 것은 남자들에 대한 폭력이라는 것이다. 여자들은 수다와 험담으로 스트레스를 풀지만 남자들은 그럴 방법, 수단이 없다며 남자들이 술에 빠지고, 담배에 빠지고, 알콜중독이 되고, 담배중독이 되고, 마약중독이 되는 일이 많은 것은 남자들이 스트레스를 풀 수 있는 수단이 없기 때문이라고 지적했다.
그는 또 "여자들은 다른 사람들과 슬픔에 대해 마음을 쉽게 터놓고 말하고 주변에서 일어나는 크고 작은 일들을 수다를 떨며 얘기한다. 하지만 남자들은 금기사항에 가까울 정도로 속마음을 얘기하지 않는다. 설령 누군가를 만나 마음속 비밀을 털어놓더라도 기껏 들을 수 있는 충고는 "참으세요!"라는 말뿐이다. "인내하고 또 인내하라! 그래야 남자답다!" 남자의 응어리진 마음은 우울증으로 이어진다."고 지적했다. 정채기에 의하면 여자들은 만나면 수다 떨고, 남의 험담을 하면서 마음대로 스트레스를 풀지만, 남자들은 그럴 수 없다, 남자들은 진중해야 한다, 남자들은 입이 무거워야 된다는 일종의 고정관념과 편견들 때문에 스트레스를 받아도 풀 방법이 없다고 지적했다. 그는 수다야 말로 스트레스를 풀 수 있는 효과적인 방법인지 모른다고 지적했다.
그는 "남자들은 지역과 체제를 초월해서 여자들보다 두 배 정도 더 많이 우울증으로 고통을 받고 있다."며 "우울증은 많은 질병을 일으키는 암적인 존재다. 심장병, 고혈압, 뇌졸중, 각종 감염 등 질환을 앓고 있는 남자 대부분은 상당한 우울 증세를 보인다."고 언급했다. 남자는 강해야 된다는 선입견 때문에 쉽게 드러내지 못한다는 것이다. 여성 우울증 만큼이나 남성 우울증도 많으며 남자들이 평균수명이 여자들보다 짧은 점을 감안한다면 남성 우울증 등의 문제도 간과할 수 있는 수준은 아니라고 보았다. 그는 "우울증은 남자들을 죽음에 이르게 하는 각종 합병증으로 나타난다. 따지고 보면 암과 심장병도 스트레스성 우울증이 원인이다."라고 지적했다.
그는 또 다행히도 1990년대 이후 PC통신이 보급되고, 1990년대 후반 이후 인터넷이 보급되고, 각종 게임이 개발되면서 남자들이 스트레스를 풀 수 있는 방법, 수단이 늘어났다고 봤다. 따라서 게임과 인터넷 등을 통해 남성들이 스트레스를 완전히 해소할 수는 없지만, 스트레스를 완화시킬 방안이 늘어난 것 하나는 긍정적인 현상이라 볼 수 있다고 전망했다.

#### 장남 역할 포기론
그는 장남이 모든 것을 책임지는 것에 대해서 비판하기도 했다. 그는 또한 "장남 역할을 할 자신도 없으며 하기 싫다"며 장남 포기 선언을 하기도 했다. 정씨는 3남1녀 중 장남이지만 형제들에겐 “장남 역할을 할 자신도 없고 하고 싶지도 않다”며 장남 포기 선언을 했다. 그는 추석에도 아내가 만삭이라 전남 광양의 집에 가는 대신 바로 찻길 하나 건너에 있는 처가에서 추석을 보냈다. 이를 두고 ‘남자라서’ ‘여자라서’라는 관념을 초월한 자유로운 가족이다 라는 시각도 있다.
그는 장남은 믿음직하다, 듬직하다 라는 이미지를 부여하는 것은 근거없는 편견이라며 장남, 맏이이기 이전에 다른 형제들과 똑같은 아들이고 자녀라고 주장했다. 그는 장남, 맏이라는 이유로 큰아들, 형제 중 맏이에게 가족의 일을 모두 떠넘기려는 것도 잘못이라고 비판하였다.

### 가족과의 대화론
그는 남성의 아버지로서의 고충과 함께 그 대안으로 사소한 일상을 가족과 함께하는 연습을 들었다. 남성학자 정채기 교수는 “큰 평수의 아파트, 최신 컴퓨터, 해외유학 등 남자들은 아내와 자식에게 무조건 크고 굵직한 것을 해줘야 한다는 강박관념이 있어 책임과 부담감을 느낀다”면서 “부담없이 수다떨기, 영화 보기 등 사소한 일상을 함께 하는 훈련이 필요하며 그 시작은 대화”라고 강조한다. 대화는 부부, 또 부모와 자식을 이어주는 다리이기 때문이다. 그는 가족들과 일상을 같이하기와, 대화를 아버지로서의 고충을 해결하는 대안으로 제시하였다.

### 모성애 허구론
2004년의 한국일보와의 인터뷰에서 그는 '남자를 연구하고 관련된 운동을 전개하면서, 나는 모성애를 믿지 않게 됐다' 한다. 그는 자녀를 학대하거나 고아원에 버리는 여성들의 존재를 보면서 모성애에 의문을 제기하였다.
모성애는 절대적이거나 순도 100%의 의무가 아니라는 결론에 이른 것이다. 문화적으로 사회적으로 요구되는 것이지 여성의 본성이 아니라는 것이다. 만약 그것이 지고지순한 것이라면, 어찌하여 자기 속으로 난 아이들을 버리고 학대하는 어머니들이 있는 것인가? 이를 증명이라도 하듯 여성문제 전문가들은 말하길, “모성애는 다만 신화일 뿐”이라고 역설하고 있다는 것이다.

### 성매매론 비판
2002년 1월 28일 한겨레와 딸사랑아버지모임 회원들과의 인터뷰에서 그는 남자 스스로 성매매에 대한 결자해지, 결단을 촉구했다. 한겨레와의 인터뷰에서 그는 성매매를 남자들이 하지 않도록 노력해야 된다고 밝히기도 했다. 그는 '룸살롱이나 매매춘 등은 여성 비하의 결정적인 부분이라고 생각한다. 대한민국에선 여성계의 노력은 있지만 아직 남성들의 노력이 전무한 상태다. 성의 구매자인 남성들이 결자해지 원칙으로 먼저 노력해야 한다. 사회적으로 너만 잘났냐는 손가락질 받을 각오를 해야겠지만 개개인의 결단이 필요하다.'고 밝혔다.

### 성매매 특별법 비판
그는 성매매를 반대하고 남성들이 자발적으로 성매매를 하지 말아야 한다고 주장했다. 동시에 그는 남성, 여성을 구분하지 말고 함께 볼 것을 주문하였다. 한편 성매매 특별법 등이 남성들을 배려하지 않았다는 점, 남성들을 자연스럽게 끌어들였어야 했는데 실패했음을 지적했다.
1995년의 한 인터뷰에서도 그는 “이미 유럽과 미국에선 여성학 대신 젠더학이 일반화되고 있습니다. 이번 일본 방문 기간에도 도쿄에서 젠더스터디학회가 열렸는데 남녀 한명씩이 공동대표로 발제하는 모습이 인상적이었습니다. 성매매특별법만 해도 파트너십이 발휘될 수 있도록 남자들을 자연스럽게 끌어들여야 하는데 정서적인 접근에 실패해 되레 반발이 나타나고 있는 거죠. 남녀가 상생의 길을 찾는 것이 중요합니다.”
남성학, 여성학이 아니라 서로를 파트너로 보는 젠더학으로 가야 한다는 것을 강조하였다.

## 학위
- 목포대학교 졸업
- 건국대학교 교육학과 졸업
- 건국대학교 대학원 교육학 석사
- 건국대학교 대학원 교육학 박사
- 경안신학대학원대학교 사회복지학 석사(2013년)

## 가족 관계
- 아버지: 정용순(1935년 ~ )
- 어머니: 최달막(1940년 ~ )
  - 동생: 2명
  - 여동생: 1명
- 부인 : 서동미
  - 아들 : 2명

## 평가
남자들에 대한 사회적인 억압과 편견, 남성들의 새로운 역할에 대해 진지하게 고민하며 늘 남성들의 권익보호에 앞장서왔다는 평가가 있다.

## 기타
드라마를 보고 눈물 흘리는 남편을 봐도 부인은 당혹스러워 하지 않는다 한다.
그는 자신보다 20살 연하인 동료에게도 반말을 사용하지 않았다 한다.
군 가산점 폐지에 반대하던 논객의 한 사람이자, 2001년 10월 군 가산점 위헌 판결 이후 남성운동에 뛰어든 남성운동가 성재기는 여성부 및 여성운동과의 정면 투쟁을 선언하였다. 성재기는 정채기와 한지환 등이 페미니즘에 호의적이라는 이유로 이들을 비판, 선명노선을 내세웠다.
실업과 노숙자에 대해 그는 사회에서 성공했다고 하는 중년 남성들도 40대의 흔들림에 자아상실의 위기감을 맛보는데, 실업자들은 그에 더해 생존 문제로 헤매다 보면 자포자기해 도박 마약 등 반사회적이고 비도덕적인 일에 함몰될 위험이 크다고 경고하였다.
2005년 당시 그의 아들은 해외 유학중이었다. 그러나 구체적인 유학 지역은 언론에 밝히지 않았다.
광양군 광양읍 출신으로 동광양시의원, 광양시의원을 지냈고 포스코에서 근무했던 정채기는 그와 동명이인이다.

## 같이 보기
| - 군 가산점 - 한국남성협의회 - 남성 운동 - 남성주의 - 남성학 - 인권 운동 - 표현의 자유 - 사상의 자유 - 호주제도 - 성재기 - 김재경 - 마광수 - 이재택 - 김동근 - 한승오 - 장경근 - 정지복 | - 인권 - 한지환 - 알렉산드라 콜론타이 - 남성 차별 - 인권 - 박경범 - 하유설 - 이경수 - 이문열 - 이윤기 - 전원책 - 자유주의 - 러시 림보 - 남성 혐오 - 페미나치 | - 호주제 폐지 - 한국지역사회 교육문화 연구소 - 전투적 여성주의 - 박노자 - 서재필 - 조갑제 - 장정일 - 페미나치 |

## 참고 자료
- 정채기 교수는 우리나라에 남성학을 최초로 소개
- [http://weekly1.chosun.com/site/data/html_dir/1999/11/24/1999112477007.html%5B깨진+링크(과거+내용+찾기)%5D [남성학이란] 남성다움·부성 연구 등이 주요 소재]
- [문화칼럼/정채기] 남성이 테러 당하고 있다 동아일보 2010.12.11
- <프렌디가 뜬다>정채기 교수 "아빠와의 스킨십이 사회성·성적 향상" 문화일보 2010-12-07
- 자상한 아버지 잦은 스킨십…자녀들 자신감 쑥∼쑥∼ 영남일보 2010-10-30
- [아! 나의 아버지]‘닮은 꼴’ 3대의 미스터리 한경비즈니스 2011.06.01
- 아버지들의 87% "자녀들이 나 닮길 원치 않아" 연합뉴스 1997.04.16
- 나는 어떤 아버지일까
- [신년특집/新가족] 난 몇점짜리 아빠일까
- “아빠가 너무너무 좋아요”‘딸사랑 아버지 모임’평등실천 국민일보 2002.05.27
- 제1회 아버지의 날
- 보관됨 2013-09-22 - 웨이백 머신 [사람과사람] 좋은 아빠, 그 고달픈 희망 한겨레21 2002.05.08
- [정채기 회장] 집안일 아빠 먼저 두아들 양성평등 저절로 베리타스 알파 뉴스 2008.01.09
- 보관됨 2013-09-22 - 웨이백 머신 부풀려진 성 강박풀고 소통하라 한겨레신문 2003.05.25
- 보관됨 2013-09-21 - 웨이백 머신 정채기의 태백 가는 길: 8. 자녀와 사랑의 소통을 원한다면!
- 정채기 교수가 고향에 전하는 남성학 이야기(1) 광양뉴스
- 웃어라 아버지 광양시민신문 2012.10.06.
- "브랜드화를 통한 시 이미지 제고" 에듀저널,여수인터넷신문 2010.10.22.
- 좋은아빠 편집부 저, 《좋은아빠 2002년 창간호》(월간 좋은아빠, 2002)
- 하남시 주민소환에 대한 9.13 잔혹史? 신아일보 2007.09.15.

## 관련 서적
- 정채기, 《남자도 사람이다》 (집현전, 1997)
- 지용근, 정채기, 《실기교육방법의 이해》 (동문사, 2006)
- 정채기 외 6인, 《남성학과 남성운동》 (동문사, 2000)
- 정채기·한지환 외, 《페미니즘에 대한 남성학과 남성운동》 (원미사, 2007)
- 김충기, 정채기 공저, 《평생교육의 이론과 실제》 (교육과학사, 1996)
- 한승희 외, 《아버지 문제와 그 해결 방안:제1회 전국 아버지대회 기념 세미나》 (아버지모임전국연합, 1997)
- 정순원, 《담배 피우는 여자 VS 우는 남자》 (시아출판사, 2005)
- 장경근, 정채기 공저, 《아버지 학교》 (황금부엉이, 2008)
- 장경근, 정채기 공저, 《웃어라 아버지》 (신원문화사, 2012)
- 조정문, 이의수외 공저, 《남성학과 남성운동》 (동문사, 2000)
- 강인숙, 정인숙 외, 《인간행동과 사회환경》 (태영출판사, 2012)
- 정채기, 《교육 심리학》 (학문사, 2003)
- 정채기, 《이상 심리학》 (학문사, 2003)
- 배장오, 《평생교육개론》 (서현사, 2009)
- 정해경, 《섹시즘:남자들에 갇힌 여자》 (휴머니스트, 2003)
- 이토 카미오 저, 《남성학 입문》 (교육과학사, 1997)
- 서강대학교, 《인간이해 제18권》 (서강대학교 학생생활상담연구소, 1997)
- 정채기, 《교육학개론》 (에듀컨텐츠, 2011)
- 정채기, 《교육심리학》 (신성출판사, 2008)
- 정채기, 《성격심리학》 (교육아카데미, 2004)
- 한국도서관협회, 《圖書館文化 38호》 (한국도서관협회, 1997)
- 금호문화재단, 《금호문화 제123호》 (금호문화재단, 1995) 65페이지